# Alfred Hitchcock

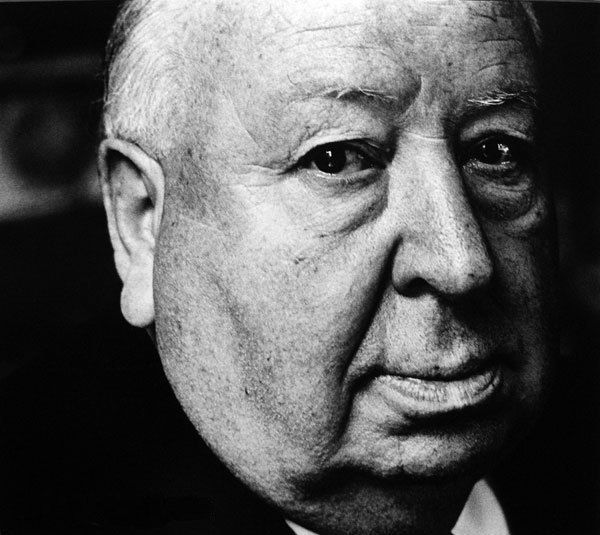
Alfred Hitchcock (fotografiert von Jack Mitchell, ca. 1972)

Sir Alfred Joseph Hitchcock KBE (* 13. August 1899 in Leytonstone, England; † 29. April 1980 in Los Angeles) war ein britischer Filmregisseur, Drehbuchautor, Filmproduzent und Filmeditor. Er siedelte 1939 in die USA über und nahm 1955 zusätzlich die US-amerikanische Staatsbürgerschaft an.
Hitchcock gilt hinsichtlich seines Stils bis heute als einer der einflussreichsten Filmregisseure, obwohl er nie einen Oscar als Regisseur gewinnen konnte. Er etablierte die Begriffe Suspense und MacGuffin. Sein Genre war der Thriller, dessen Spannung er oft mit Humor verband. Die wiederkehrenden Motive seiner Filme waren Angst, Schuld und Identitätsverlust. Mehrfach variierte er das Thema des unschuldig Verfolgten.
Hitchcock legte großen Wert auf die künstlerische Kontrolle über das Werk des Autors. Sein Gesamtwerk umfasst 53 Spielfilme und gehört – gemessen am Publikumserfolg sowie der Rezeption durch Kritik und Wissenschaft – zu den bedeutendsten der Filmgeschichte. Auch dank seiner bewussten Selbstvermarktung zählt Hitchcock zu den bekanntesten zeitgeschichtlichen Persönlichkeiten.

## Leben und Werk

### Kindheit, Jugend und Ausbildung
Alfred Hitchcock wurde 1899 in England als jüngster Sohn des Gemüsehändlers William Hitchcock (1862–1914) und dessen Ehefrau Emma Jane Whelan (1863–1942) geboren. Durch den Altersunterschied von sieben beziehungsweise neun Jahren zu seinen Geschwistern, durch seine römisch-katholische Erziehung in einem von der anglikanischen Kirche geprägten Land und nicht zuletzt durch sein Äußeres – er war klein und schon als Kind korpulent – hatte er eine einsame Kindheit. Zwischen 1910 und 1913 war er Schüler des St.-Ignatius-College, einer Londoner Jesuitenschule. Er verließ das College mit knapp 14 Jahren und besuchte stattdessen Abendkurse an der Londoner Universität, diverse Handwerkskurse und später wenige Monate lang die School of Engineering and Navigation.
Zudem belegte er Kurse in technischem Zeichnen sowie in Kunstgeschichte an der Londoner Kunstakademie. Seine Freizeit verbrachte er oft mit dem Lesen von Fahrplänen und dem Studium von Stadtplänen und Landkarten. Mit fortschreitendem Alter flüchtete er sich in Romane, besuchte Theatervorstellungen und ging oft ins Kino. Außerdem verfolgte er Mordprozesse im Gerichtshof Old Bailey und besuchte gerne das Black Museum von Scotland Yard. Der Tod des Vaters Ende 1914, zu dem er kein enges Verhältnis gehabt hatte, band Hitchcock noch enger an seine Mutter.
1915 nahm er eine Stelle als technischer Angestellter bei der W.T. Henley Telegraph Company an, die elektrische Leitungen herstellte. Wegen seines zeichnerischen Talents wurde er bald in die Werbeabteilung versetzt. Unter seinem bis zuletzt gebrauchten Spitznamen „Hitch“ veröffentlichte er in der Betriebszeitschrift seine ersten gruseligen Kurzgeschichten.

### Anstellung beim Film
Im Frühjahr 1920 hörte Hitchcock von der Neugründung eines Studios der amerikanischen Produktionsgesellschaft Paramount Famous Players-Lasky im Londoner Stadtbezirk Islington. Er bewarb sich mit einer Mappe mit Illustrationen und wurde als Zeichner von Zwischentiteln angestellt. 1921 und 1922 zeichnete er die Titel für mindestens zwölf Filme. Nebenbei entwarf er Kostüme, Dekorationen und Szenenbilder. Auch durch Überarbeitungen von Drehbüchern machte er auf sich aufmerksam. Bei zwei Filmen arbeitete er mit George Fitzmaurice zusammen, dessen genaue Produktionsplanung ihn sehr beeinflusste.
1922 bekam Hitchcock Gelegenheit, sich als Regisseur zu versuchen. Mit dem Autor Seymour Hicks stellte er die letzten Filmszenen von Always Tell Your Wife fertig, nachdem der ursprüngliche Regisseur gefeuert worden war. Bald darauf konnte er einen eigenen Film drehen, Number 13 (in einigen Quellen Mrs. Peabody), der jedoch unvollendet blieb, da Famous Players-Lasky im Laufe der Dreharbeiten das Studio wegen finanzieller Schwierigkeiten schließen musste. Das leerstehende Gelände wurde an unabhängige Produzenten vermietet, darunter auch an Michael Balcon, der das Studio 1924 schließlich erwarb. Er stellte Hitchcock als Regieassistent ein, sowie (auf dessen Empfehlung) die Filmeditorin Alma Reville. Die beiden kannten sich seit 1921, seitdem sie gelegentlich an denselben Filmen gearbeitet hatten. Bis 1925 entstanden fünf Filme, bei denen Hitchcock dem Regisseur Graham Cutts assistierte und zu Cutts’ wachsendem Unmut mehr und mehr künstlerischen Einfluss gewann. Neben dem Drehbuch kümmerte er sich auch um die Bauten, das Szenenbild, die Besetzung, die Kostüme sowie die Ausstattung und nahm so mit der Zeit die Aufgaben eines Produktionsleiters wahr.
Hitchcocks letzte Zusammenarbeit mit Graham Cutts führte ihn 1924/25 nach Deutschland. Der unter der Beteiligung der deutschen UFA produzierte Film Die Prinzessin und der Geiger entstand in den Babelsberger Filmstudios – damals die modernsten der Welt. Dabei hatte Hitchcock die Möglichkeit, Friedrich Wilhelm Murnau bei den Arbeiten an Der letzte Mann zu beobachten; von diesem beeindruckt übernahm er einige Techniken Murnaus für die Szenenbilder seiner aktuellen Produktion. Durch diesen und weitere Besuche konnte Hitchcock Deutsch sprechen; später sprach er zum Beispiel einige Trailer seiner Filme selbst.
Zurück in England übertrug ihm Balcon 1925 die Regie für einen eigenen Film. Das Projekt führte den jungen Hitchcock wieder nach Deutschland. Nur die Münchner Lichtspielkunst (Emelka) fand sich bereit, den Film des unbekannten Regie-Debütanten mitzuproduzieren. Für das Melodram Irrgarten der Leidenschaft (1925) verpflichtete Balcon kostspielige Stars aus Hollywood. Alma Reville, mittlerweile Hitchcocks Verlobte, war als Regieassistentin und Editorin Mitglied des sehr kleinen Filmteams. Balcon war mit Hitchcocks ambitionierter Arbeit zufrieden und vertraute ihm eine weitere deutsch-englische Koproduktion an: Der Bergadler wurde noch im selben Jahr, diesmal in Tirol, gedreht. Doch beide Filme, die 1925 beziehungsweise 1926 in Deutschland in den Kinos anliefen, wurden in England zunächst nicht veröffentlicht. Der englische Verleiher und Geldgeber C. M. Woolf war, im Gegensatz zu Balcon, nicht von Hitchcocks betont expressionistischem Stil überzeugt. Der Bergadler ist der einzige von Hitchcocks Filmen, der nicht mehr erhalten ist.

### Karriere in England

#### Leben und Arbeit in England
Mit dem 1926 gedrehten Film Der Mieter um einen einzelgängerischen Pensionsgast, der verdächtigt wird, ein Serienmörder zu sein, hatte Hitchcock sein Thema gefunden. Doch nicht zuletzt wegen dessen expressionistischer Bildgestaltung lehnte es Woolf abermals ab, den Film zu veröffentlichen. Balcon zog daraufhin den jungen Ivor Montagu hinzu, der Erfahrung mit Filmüberarbeitungen hatte; mit Hitchcock zusammen wurden einige Änderungen vorgenommen. Der überragende Erfolg bei einer Pressevorführung ebnete dann den Weg zur Veröffentlichung seiner ersten beiden Filme. Der Mieter kam 1927 in kurzer Abfolge mit Irrgarten der Leidenschaft und Der Bergadler in die Kinos und bedeutete für Hitchcock den Durchbruch als Regisseur.
Für Balcons Gainsborough Pictures drehte Hitchcock 1927 noch die zwei Melodramen Abwärts und Leichtlebig. Beiden Filmen war kein Erfolg beschieden. Bereits zuvor hatte er beschlossen, zu der neu gegründeten Firma British International Pictures (BIP) des Produzenten John Maxwell zu wechseln. Mit einem Jahresgehalt von 13.000 Pfund Sterling stieg er zum bestbezahlten Regisseur Großbritanniens auf. Dort entstand mit dem Boxerdrama Der Weltmeister sein erster Film nach einem Originaldrehbuch. Die Presse reagierte äußerst positiv. Obwohl die drei folgenden Stummfilme Die Frau des Farmers, Champagne und Der Mann von der Insel Man abgesehen von einzelnen Szenen als Fingerübungen gelten, hatte sich Hitchcock in Großbritannien innerhalb kurzer Zeit einen Namen gemacht: Die junge britische Filmindustrie, sehr darauf bedacht, sich von der amerikanischen abzuheben, war nur allzu gerne bereit, ihn als kommenden Regiestar zu feiern.
Im Dezember 1926 heirateten Alfred Hitchcock und Alma Reville, die für die Hochzeit zum katholischen Glauben konvertierte. 1928 wurde ihre gemeinsame Tochter Patricia geboren. Beruflich blieb Alma bis zum Schluss seine engste Mitarbeiterin und Beraterin.
Das Aufkommen des Tonfilms hielten viele Regisseure für das Ende ihrer Kunstform. Hitchcock hingegen nutzte das Potential der neuen Technik. Erpressung (1929) wurde ursprünglich als Stummfilm produziert. Die Produzenten erlaubten Hitchcock jedoch, eine Filmrolle mit Tonmaterial nachzudrehen. Er versah daraufhin einzelne Schlüsselszenen mit wirkungsvollen Toneffekten und gesprochenem Dialog, wobei die tschechische Schauspielerin Anny Ondra, die ihre Rolle stumm spielen musste, von der englischen Schauspielerin Joan Barry simultan synchronisiert wurde. Erpressung war der erste britische Tonfilm und wurde ein großer Erfolg. Hitchcock nutzte seine gewonnene Popularität und gründete mit der Hitchcock Baker Productions Ltd. eine Gesellschaft zur Vermarktung seiner Person.
Auf Geheiß seines Studios drehte er Juno and the Paycock (1930) sowie einige Szenen für die Musikrevue Elstree Calling. Mit Mord – Sir John greift ein! fand er wieder zu seinem Thema und auch nach Deutschland zurück: In Berlin stellte er die deutsche Sprachversion des Films unter dem Titel Mary her. Es folgten drei Filme, von denen Hitchcock nur die Komödie Endlich sind wir reich wirklich interessierte: In dem zusammen mit seiner Frau und Val Valentine verfassten Drehbuch verarbeitete er unter anderem die Erfahrungen seiner noch jungen Ehe. Den ihm aufgezwungenen Thriller Nummer siebzehn beschloss Hitchcock aus Protest zu sabotieren und zu einer wirren, albernen Parodie zu machen. Die turbulente Verbindung zwischen Humor und Spannung lässt Nummer siebzehn aus heutiger Sicht als einen Vorläufer späterer Klassiker des Genres erscheinen. Hitchcocks Vertrag mit der British International Pictures endete nach sechs Jahren mit einem Einsatz als Produzent (Lord Camber’s Ladies). Die Zusammenarbeit hatte zunehmend unter dem Konflikt zwischen Hitchcocks Streben nach künstlerischer Kontrolle und den Vorschriften des Studios gelitten. Doch auch den folgenden Film Waltzes from Vienna, ein „Musical ohne Musik“ (Hitchcock) für den unabhängigen Produzenten Tom Arnold, drehte er betont lustlos: „Ich hasse dieses Zeug. Melodrama ist das einzige, was ich wirklich kann.“

#### Englische Produktionen
Unmittelbar nach Waltzes from Vienna nahm er die fruchtbare Zusammenarbeit mit dem Produzenten Michael Balcon wieder auf. Als erster Film für die Gaumont British entstand der Thriller Der Mann, der zuviel wußte (1934). Das Drehbuch erarbeitete Hitchcock im Wesentlichen mit seiner Frau Alma und dem Drehbuchautor Charles Bennett. Der Film wurde sowohl von der Kritik als auch vom Publikum enthusiastisch aufgenommen. Der humorvolle Spionagethriller Die 39 Stufen (1935, Drehbuch: Charles Bennett) gilt als Blaupause späterer Verfolgungsthriller. Eine turbulente Szene folgt auf die nächste, es gibt keine Übergänge und kaum Zeit für den Zuschauer, über die manchmal fehlende Logik nachzudenken. Hitchcock ordnete nach eigenem Bekunden alles dem Tempo unter. Der große Erfolg des Films sollte ihm recht geben. Es folgten Geheimagent (1936) und Sabotage (1936), die insbesondere in Hitchcocks eigener späterer Bewertung gegenüber den beiden Vorgängerfilmen abfielen. Doch die psychologisch vielschichtige Behandlung des Themas „Schuld“ weist bereits auf spätere Werke hin.
Nach Sabotage endete abrupt die zweite erfolgreiche Phase der Zusammenarbeit mit Michael Balcon, als die Produktionsfirma Gaumont British von deren Besitzern geschlossen und Balcon entlassen wurde. Die beiden folgenden Filme drehte Hitchcock daher wieder für die Gainsborough Pictures – diesmal allerdings ohne seinen ehemaligen Förderer. Jung und unschuldig (1937) war eine weitere, unbeschwerte Variation der Geschichte vom unschuldig Verfolgten. Eine der bekanntesten Szenen ist die im Grand Hotel, als die Kamera über das gesamte Foyer schwenkt. Solche Plansequenzen nutzte Hitchcock auch später noch in vielen weiteren Filmen. Der erfolgreiche Thriller Eine Dame verschwindet (1938) spielt überwiegend in einem fahrenden Zug. Die Dreharbeiten fanden jedoch ausschließlich in einem kleinen Londoner Studio statt, was dank technisch anspruchsvoller Rückprojektionen möglich wurde.
Hitchcock festigte mit diesen sechs Filmen seine Stellung innerhalb des britischen Kinos. Ende der 1930er Jahre beauftragte er die Selznick-Joyce-Agentur, deren Mitinhaber Myron Selznick, der ältere Bruder des Hollywood-Moguls David O. Selznick war, seine Interessen wahrzunehmen. Hitchcock, dessen Ruf mittlerweile bis nach Hollywood gelangt war, unterzeichnete 1938 einen Vertrag für die Produktionsgesellschaft von David O. Selznick, der damals gerade mit der Vorproduktion zu Vom Winde verweht beschäftigt war. In Gedanken bereits in Hollywood, drehte Hitchcock in England noch einen letzten Film für die Produktionsfirma des nach England emigrierten deutschen Produzenten Erich Pommer. Doch der Kostümfilm Riff-Piraten wurde von der Presse verrissen.

### Hollywood und der Zweite Weltkrieg
In seinen ersten Jahren in Hollywood stieß Hitchcock auf unerwartete Schwierigkeiten. David O. Selznick übte starke Kontrolle über die Filme seines Studios aus und achtete darauf, dass sich der freiheitsliebende Hitchcock möglichst eng an die literarische Vorlage seines ersten Hollywoodfilmes hielt. Trotz dieser Spannungen wurde Rebecca für den britischen Regisseur ein erfolgreicher Einstand in Hollywood: Das psychologisch dichte und düster-romantische Melodram war 1940 elfmal für den Oscar nominiert und gewann schließlich zwei der Trophäen (Kamera und Produktion).
In den nächsten Jahren machte Selznick sein Geld mit Hitchcock, indem er ihn für beträchtliche Summen an andere Studios auslieh. Der Krieg in Europa weitete sich aus, als der unabhängige Produzent Walter Wanger Hitchcock für ein aktuelles Kriegsdrama engagierte. Der Auslandskorrespondent blieb Hitchcocks Naturell entsprechend jedoch ein weitgehend unpolitischer Spionagethriller. Nur der nachgedrehte Schlussmonolog, gerichtet an die noch neutralen USA, wirkte aufrüttelnd. Kurz nach Fertigstellung des Films wurde England von Deutschland bombardiert. Der rechtzeitig ausgewanderte Hitchcock musste sich daraufhin scharfe Kritik von ehemaligen britischen Kollegen, allen voran Michael Balcon, gefallen lassen.
Mit Verdacht (1941, RKO), der ersten Zusammenarbeit mit Cary Grant, und Saboteure (1942, Universal) blieb Hitchcock bei seinen klassischen Themen. Zwischen diesen Produktionen drehte er, für ihn und andere ungewohnt, seine einzige Screwball-Komödie. Obwohl damals durchaus positiv aufgenommen, zeigte er sich mit Mr. und Mrs. Smith (1941, RKO) nicht zufrieden.
Weit mehr am Herzen lag ihm die Arbeit an dem Thriller Im Schatten des Zweifels (1943, Universal). Hitchcocks Filme gelten allgemein als stark von seinem Charakter geprägt. Dieses Familienmelodram wird als einer seiner persönlichsten Filme bezeichnet: In allen Hauptfiguren spiegeln sich demnach Eigenschaften und Ängste Hitchcocks. Als während der Dreharbeiten Hitchcocks Mutter in London starb, verstärkte dies die autobiografischen Tendenzen.
Wie viele britische Regisseure leistete Hitchcock seine Beiträge für die Kriegspropaganda und drehte unter anderem Kurzfilme zur Unterstützung der französischen Résistance. Auch in seine nächste Hollywood-Produktion arbeitete er stark propagandistische Töne ein, doch sein stets bewusst irritierender Umgang mit Klischees sorgte diesmal für Kontroversen: In einem kleinen Rettungsboot sehen sich englische und amerikanische Schiffbrüchige einem intellektuell überlegenen Nazi gegenüber. Dennoch wurde der formalistisch strenge Psychothriller Das Rettungsboot (1944, 20th Century Fox) dreimal für den Oscar nominiert (Drehbuch, Kamera und Regie).
Psychologie, wichtige Komponente seines Werks, stand im Mittelpunkt von Ich kämpfe um dich (1945), der nach langer Zeit wieder für Selznick entstand. Dieser war vom Thema Psychoanalyse schnell begeistert und ließ Hitchcock ungewohnt viel freie Hand, doch kürzte er den Film nach der ersten Probevorführung um rund zwanzig Minuten. Die erfolgreiche Zusammenarbeit mit Ingrid Bergman in der Hauptrolle wurde in der folgenden Produktion Berüchtigt (1946) fortgesetzt, die Selznick allerdings wieder an RKO verkaufte. Die Geschichte um eine Spionin (Bergman), die aus Pflichtgefühl von ihrem Liebhaber (Cary Grant) gedrängt wird, mit dem Feind zu schlafen, bot für Hitchcocks Obsessionen eine breite Projektionsfläche.
Mit dem Gerichtsdrama Der Fall Paradin (1947) lief der Vertrag Hitchcocks mit Selznick aus. Selznick behielt, bei der Stoffauswahl angefangen, bei dieser relativ chaotisch verlaufenden Produktion die Oberhand. Dass Hitchcock währenddessen Vorbereitungen für seine eigene Produktionsfirma traf, verstärkte die Spannungen zwischen den machtbewussten Männern. Dennoch bot Selznick Hitchcock – erfolglos – eine Vertragsverlängerung an.

### Unabhängigkeit

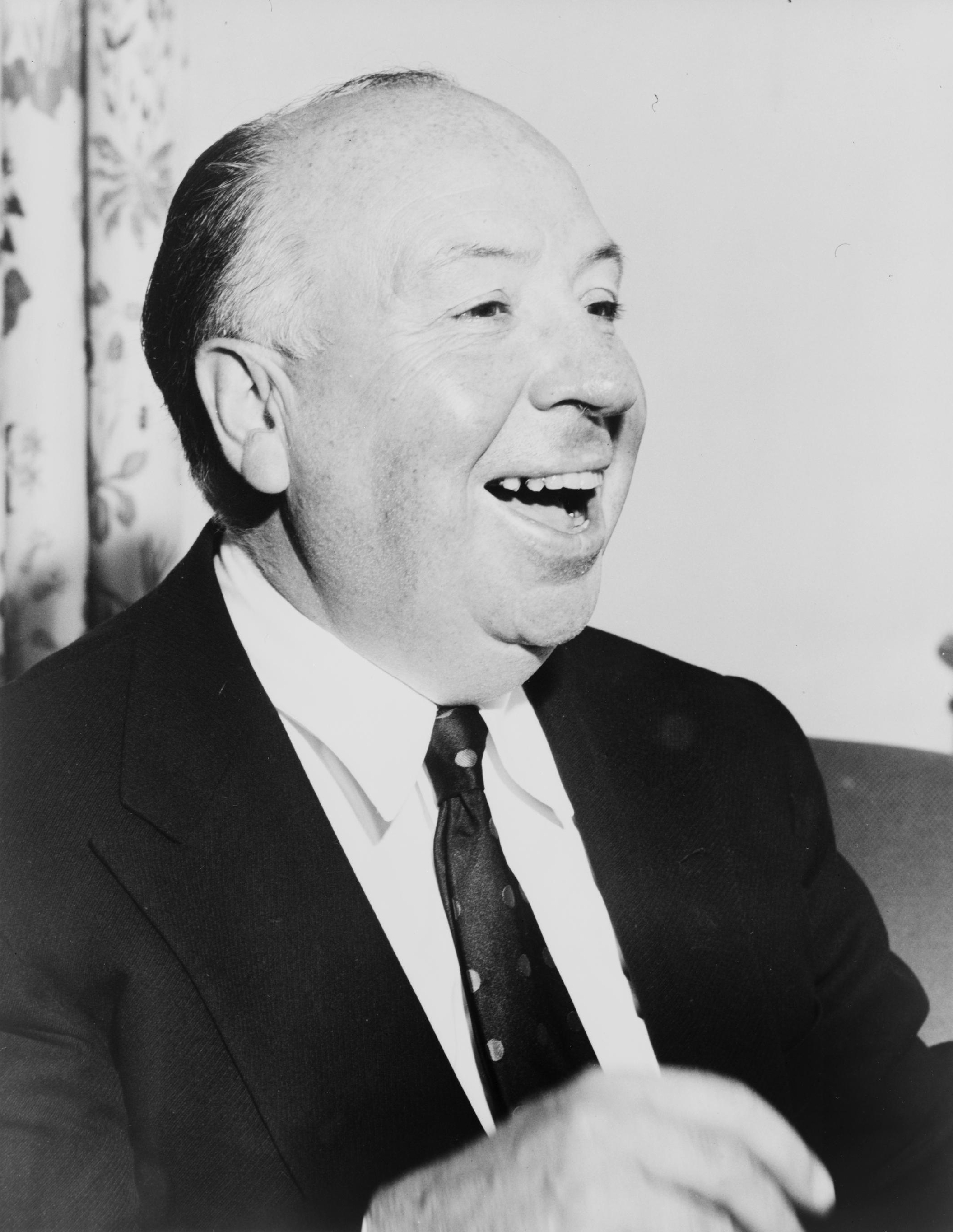
Alfred Hitchcock, 1956

Bereits im April 1946, rund zwei Jahre, bevor der Vertrag mit Selznick auslaufen sollte, gründete Hitchcock mit dem befreundeten Kinokettenbesitzer Sidney Bernstein die Produktionsfirma Transatlantic Pictures, für die er seinen ersten Farbfilm inszenierte, Cocktail für eine Leiche (1948) mit James Stewart in einer der Hauptrollen. Der Film blieb jedoch vor allem wegen eines anderen Hitchcock-Experiments in Erinnerung; jede Einstellung des kammerspielartigen Films dauert so lange, wie es das Filmmaterial in der Kamera erlaubte, also rund zehn Minuten. Durch geschickte Übergänge sollte so der Eindruck entstehen, dass sich die Geschichte in Echtzeit und von nur einer Kamera gefilmt ereignete.
Sklavin des Herzens (1949), ein für Hitchcock untypischer melodramatischer Kostümfilm, war vor allem ein Vehikel für Ingrid Bergman. Trotz der Starbesetzung und der technischen Raffinessen wurde er kommerziell ein ähnlicher Misserfolg wie Cocktail für eine Leiche – Transatlantic ging daraufhin in die Insolvenz.
Nachdem sein Berater und Agent Myron Selznick 1944 gestorben war, wurden Hitchcocks Interessen von mehreren Personen wahrgenommen, bevor er 1948 mit Lew Wasserman zusammentraf. Wasserman war seit 1946 Präsident der weltgrößten Künstleragentur Music Corporation of America (MCA), der sich Hitchcock 1948 anschloss. Es begann eine enge wie äußerst lohnende Zusammenarbeit.

#### Warner Brothers
Hitchcock schloss mit Warner Bros. einen lukrativen Vertrag über vier Filme ab, bei denen er als Regisseur und Produzent, angefangen bei der Stoffauswahl, völlig freie Hand hatte. Der erste dieser Filme war der Thriller Die rote Lola (1950) mit Marlene Dietrich, der im Londoner Theatermilieu spielte. Eines seiner Lieblingsmotive stellte er auf den Kopf; am Ende entpuppt sich der „unschuldig Verfolgte“ als der wahre Mörder. Hitchcock drehte in seiner Heimat, spürte allerdings wieder die alten Ressentiments, die nach seiner Auswanderung entstanden waren. Der Film selbst war nicht sonderlich erfolgreich.
Im April 1950 begann Hitchcock, regelmäßige Kolloquien an den Universitäten von Kalifornien und Südkalifornien abzuhalten, in denen unter anderem Previews seiner aktuellen Filme gezeigt wurden. Diese Tradition sollte er die kommenden 20 Jahre beibehalten.
Der Fremde im Zug (1951, nach einem Roman von Patricia Highsmith) brachte schließlich nach fünf Jahren Flaute wieder einen überragenden Erfolg. Mit diesem Film begann die dreizehnjährige Zusammenarbeit mit dem Kameramann Robert Burks. Wie schon in Die rote Lola spielte Hitchcocks Tochter Patricia eine Nebenrolle. 1953 folgte mit Ich beichte der eindeutigste filmische Bezug auf Hitchcocks starke katholische Prägung. Obwohl von der Kritik geschätzt, floppte der Film an den Kinokassen, was Hitchcock vor allem der Humorlosigkeit des Publikums anlastete.
Als Anfang der 1950er Jahre das Fernsehen Einzug in die Wohnzimmer hielt, versuchte die Kinoindustrie, mit neuen technischen Verfahren wie dem Breitbildformat Cinemascope oder dem 3D-Verfahren den Zuschauerschwund aufzuhalten. So drängte Warner Bros. Hitchcock, seinen nächsten Film in 3D zu drehen. Über diese Entscheidung, die zur Einschränkung der Bewegungsfreiheit der Kamera führte, war Hitchcock nicht glücklich; er setzte auch nur wenige explizite 3D-Effekte ein. Bei Anruf Mord (1954) ist die Verfilmung eines damals sehr populären Theaterstücks von Frederick Knott, der auch das Drehbuch schrieb. Mit Grace Kelly als Hauptdarstellerin drehte Hitchcock im Anschluss noch zwei weitere Filme, ehe sie sich aus dem Filmgeschäft zurückzog.

#### Paramount
Die Erfahrung mit dem aufgezwungenen 3D-Verfahren zeigte Hitchcock die Grenzen bei Warner Brothers. Er schloss daher 1953 einen Vertrag mit Paramount ab, der ihm völlige künstlerische Freiheit garantierte. 1954 begann die für Hitchcock erfolgreichste Zeit mit Das Fenster zum Hof. Neben Grace Kelly ist ein weiteres Mal James Stewart zu sehen. Die Hauptfigur sitzt während des gesamten Films im Rollstuhl und beobachtet durch ein Teleobjektiv das Geschehen in den gegenüberliegenden Wohnungen – sozusagen stellvertretend für den Zuschauer, aber auch stellvertretend für Hitchcock selbst, der in diesem Film den voyeuristischen Aspekt des Filmemachens aufzeigt.
Über den Dächern von Nizza (1955) ist ein leichter, romantischer Thriller, in dem neben Grace Kelly – nach zwei Jahren Filmpause – wieder Cary Grant spielte. Wohl um dem Glamour dieses an der Côte d’Azur angesiedelten Films etwas entgegenzusetzen, drehte Hitchcock noch im selben Jahr die kostengünstig produzierte schwarze Komödie Immer Ärger mit Harry, in der Shirley MacLaine neben John Forsythe ihren ersten Filmauftritt hatte. Edmund Gwenn, der bereits in früheren Hitchcock-Filmen mitgewirkt hatte, spielte fast achtzigjährig eine seiner wenigen Hauptrollen. Obwohl Hitchcock in vielen seiner Filme schwarzen Humor untergebracht hat, ist es eine der wenigen echten Komödien von ihm.
1955 nahm Hitchcock rund fünf Jahre nach seiner Frau die amerikanische Staatsbürgerschaft an. Im selben Jahr begann er mit Doris Day und James Stewart die Dreharbeiten zu Der Mann, der zuviel wußte (1956), der einzigen Neuverfilmung einer seiner Filme in seiner Karriere. Ebenfalls 1955 startete die wöchentliche Fernsehserie Alfred Hitchcock Presents (ab 1962 The Alfred Hitchcock Hour). Hitchcock war Produzent, trat in vielen Folgen als Moderator auf und inszenierte insgesamt 18 Folgen. Auch für die Fernsehserien Suspicion und Startime nahm er für je eine Folge im Regiestuhl Platz. Nach zehn Jahren beendete er seine Fernseharbeit, an der er zunehmend das Interesse verloren hatte. Hinzu kam, dass die Produktion den Auftraggebern zu teuer wurde und die Zeit von Serien mit jeweils abgeschlossenen Folgen, sogenannten Anthologies, zu Ende ging.
Mit Der falsche Mann wurde er 1956 einem seiner Grundprinzipien, der strikten Trennung von Realität und Fiktion, untreu. In dem Schwarzweißfilm mit Henry Fonda und Vera Miles wird an authentischen Schauplätzen die auf Tatsachen beruhende Geschichte eines zu Unrecht Verurteilten erzählt. Der Film entstand noch einmal für Warner Bros., da Hitchcock dem Studio bei seinem Ausscheiden noch einen Film ohne Regiegage zugesagt hatte. Allerdings wurde Der falsche Mann, der viele Stilelemente des Film noir aufweist und ein trostloses Ende hat, kommerziell ein Flop.

### Höhepunkt und Wende
1957 drehte Hitchcock seinen letzten Film für Paramount: Vertigo – Aus dem Reich der Toten (1958 veröffentlicht). Das Drehbuch entstand in gemeinsamer intensiver Arbeit von Hitchcock und Samuel A. Taylor. In wenige seiner Filmfiguren projizierte Hitchcock wohl so viel von seiner eigenen Persönlichkeit wie in den von James Stewart verkörperten Scottie Ferguson, der versucht, eine Frau nach seinen Vorstellungen umzuformen. Zu seiner Entstehungszeit nicht besonders erfolgreich, zählt der Film inzwischen – ähnlich wie der folgende Der unsichtbare Dritte – zu den bedeutendsten Werken Hitchcocks. Hitchcock und sein Drehbuchautor Ernest Lehman konzipierten Der unsichtbare Dritte (1959, MGM) als eine Abfolge von Abenteuern, in denen ein Unschuldiger (Cary Grant in seinem letzten Hitchcock-Film) um seine Reputation und sein Leben kämpft. Die elegante Leichtigkeit der Erzählung beeinflusste viele nachfolgende Abenteuer- und Agentenfilme, was sich u. a. in den James-Bond-Filmen der darauf folgenden Jahre zeigt. Für Hitchcock selbst blieb es für lange Zeit der letzte vorwiegend heitere Film.
Das im Anschluss vorbereitete Projekt mit Audrey Hepburn in der Hauptrolle wurde durch Hitchcock gestoppt, als Hepburn wegen einer geplanten Vergewaltigungsszene absagte. Mit seiner bewusst kostengünstigen Produktion Psycho (1960) folgte Hitchcocks wohl bekanntester Film: Die in einer Woche Dreharbeit entstandene „Duschszene“ zählt heute zu seinen meistanalysierten Filmszenen. Ungewöhnlich war auch der Tod einer Hauptfigur nach nur einem Drittel des Films. Die zeitgenössischen Kritiken fielen unerwartet barsch aus, doch das Publikum machte Psycho zu Hitchcocks größtem kommerziellen Erfolg.
Nachdem zwei angedachte Projekte gescheitert waren – unter anderem, weil Walt Disney dem Psycho-Regisseur die Dreherlaubnis in Disneyland verweigerte –, nahm Hitchcock seinen nächsten Film erst Mitte 1961 in Angriff: Die Vögel (1963), ein weiterer Horrorfilm, der nicht zuletzt durch seine Dramaturgie und die eingesetzte Tricktechnik – etwa den Sodium Vapor Process – stilbildend wirkte. Der deutsche Komponist Oskar Sala setzte statt Filmmusik elektronisch erzeugte Geräusche ein. Seine Hauptdarstellerin Tippi Hedren hatte Hitchcock im Werbefernsehen entdeckt. Obwohl sie keine Filmerfahrung besaß, nahm er sie für die nächsten sieben Jahre unter Vertrag.
Die Vögel entstand für Universal, die kurz zuvor teilweise von MCA übernommen worden waren und für die Hitchcock von nun an alle seine Filme drehen sollte. Lew Wasserman, bis zu diesem Zeitpunkt Agent Hitchcocks, wurde Präsident von Universal und gab seine Agententätigkeit auf. Hitchcock selbst trat seine Rechte an Psycho und seiner Fernsehserie ab und wurde im Gegenzug der drittgrößte Aktionär von MCA.
Nach Die Vögel gibt es in Hitchcocks Werk einen Bruch. Die folgenden drei Filme der 1960er Jahre blieben kommerziell hinter den vorangegangenen Erfolgen zurück. Konflikte mit seiner Hauptdarstellerin Tippi Hedren prägten die Dreharbeiten so weit, dass er das Gelingen seines nächsten Films Marnie (1964) bewusst zu sabotieren schien. Der Film fiel bei der professionellen Filmkritik durch. Bemängelt wurde, dass das Psychogramm einer verstörten, traumatisierten Frau sich psychologischer Erklärungsmodelle bediene, die überholt und undifferenziert wirkten, und der Film enthalte, untypisch für Hitchcock, viele handwerkliche Fehler. Die Qualität und der Rang des Films in Hitchcocks Werk wurde erst im Nachhinein nach François Truffauts ausführlicher Analyse des Films erkannt. Dieser erste kommerzielle Misserfolg seit rund fünfzehn Jahren war in mehrfacher Hinsicht ein Wendepunkt in Hitchcocks Karriere. Tippi Hedren war die letzte typische „Hitchcock-Blondine“ und Marnie der letzte Film, den Hitchcocks langjähriger Kameramann Robert Burks drehte. Kurz nach Abschluss der Dreharbeiten starb zudem Hitchcocks Filmeditor George Tomasini, mit dem er zehn Jahre lang zusammengearbeitet hatte, und für Bernard Herrmann, der seit 1955 Hitchcocks bevorzugter Filmkomponist war, war Marnie die letzte Zusammenarbeit mit Hitchcock.

### Das Spätwerk

#### Erfolge und eine Rückkehr in die Heimat
Filmproduktionen wurden immer aufwendiger, der Erfolg an der Kinokasse immer wichtiger. Diverse Projekte, die Hitchcock reizten und die er mehr oder weniger intensiv plante, kamen so aus Angst der Produzenten nicht zustande – etwa Mary Rose, die geplante Verfilmung eines skurrilen Theaterstücks. Mit R.R.R.R., einem Drehbuch mit zahlreichen Verwicklungen über eine italienische Ganoven-Familie in New York, wollte er Jahre nach Der unsichtbare Dritte wieder einen komischen Thriller drehen und damit alle Nachahmer (Charade, Topkapi und andere) übertreffen. Das weit fortgeschrittene Projekt scheiterte schließlich an unüberbrückbaren sprachlichen und kulturellen Problemen mit den italienischen Mitarbeitern.
Am 7. März 1965 erhielt Hitchcock für seinen „historischen Beitrag zum amerikanischen Kino“ den Milestone Award der Producers Guild of America – die erste von vielen Ehrungen für sein Lebenswerk.
Mit Der zerrissene Vorhang (1966) kehrte Hitchcock schließlich zum Genre des Spionagefilms zurück, in dem er bereits in den 1930er Jahren in England große Erfolge gefeiert hatte. Die Premiere dieses 50. Hitchcock-Filmes sollte von einer groß angelegten Marketingkampagne begleitet werden. Nicht nur aus diesem Grund setzte Universal die aktuellen Stars Paul Newman und Julie Andrews gegen Hitchcocks Widerstand als Hauptdarsteller durch. Überdies kam es zum Bruch mit dem Komponisten Bernard Herrmann, als dieser nicht die von Universal gewünschte, auch für den Schallplattenverkauf geeignete Unterhaltungsmusik vorlegte. Auch an anderen wichtigen Positionen seines Stabes musste Hitchcock auf vertraute Mitarbeiter verzichten. Der zerrissene Vorhang fällt handwerklich und dramaturgisch gegenüber Hitchcocks letzten Filmen deutlich ab und wurde von der Kritik durchweg verrissen.
Universal forderte von ihm zeitgemäßere Themen ein. Als das von ihm und Howard Fast detailliert ausgearbeitete Drehbuch über einen homosexuellen Frauenmörder abgelehnt wurde, zog er sich für ein Jahr ins Privatleben zurück. Anfang 1968 entschloss er sich unter dem Druck der langen Pause seit dem letzten Film und der noch längeren Zeitspanne seit dem letzten Erfolg, den Spionageroman Topas von Leon Uris zu verfilmen, dessen Rechte Universal kurz zuvor erworben hatte. Topas wurde dann fast ausschließlich mit europäischen Schauspielern besetzt und völlig ohne Hollywood-Stars. In Europa waren die Französinnen Dany Robin und Claude Jade wie ihre Landsmänner Michel Piccoli und Philippe Noiret und die deutsche Aktrice Karin Dor Stars; die für amerikanische Zuschauer bekanntesten Gesichter waren der Fernsehschauspieler John Forsythe und der aus Kanada stammende John Vernon. Das endgültige Drehbuch wurde erst während der laufenden Dreharbeiten geschrieben, der Schluss nach einer katastrophalen Preview improvisiert. Publikum und Kritik reagierten mit Ablehnung auf Hitchcocks bis dahin teuersten Film, doch er zeigte sich zuversichtlich: „Ich habe meinen letzten Film noch nicht gedreht. Topas ist mein 51. Film, aber wann ich meinen letzten Film drehen werde, ist von mir, meinen Finanziers und Gott noch nicht entschieden worden.“
Im Spätsommer 1970 nahm Hitchcock sein nächstes Projekt in Angriff und reiste dafür wieder in seine Heimat, wo er diesmal begeistert empfangen wurde. Frenzy (1972) spielt in London, dem Hitchcock eine liebevolle Hommage erweist, und ist in seinen Worten „die Geschichte eines Mannes, der impotent ist, und sich deshalb durch Mord ausdrückt“. Zunächst verliefen die Drehbucharbeit und auch die Dreharbeiten, die Hitchcock so ernst nahm wie lange nicht mehr, weitgehend reibungsfrei. Doch als seine Frau Alma einen Herzinfarkt erlitten hatte, wurde Hitchcock müde und untätig; die Crew war, ähnlich wie bei den drei vorangegangenen Filmen, wieder weitgehend auf sich alleine gestellt. Dennoch wurde Frenzy, ein brutaler, zum Teil bitterer, von tiefschwarzem britischen Humor durchzogener Film, ein großer Erfolg. Nur in England war man enttäuscht und bemängelte vor allem die anachronistisch wirkende Darstellung Londons und des britischen Lebens.

#### Der letzte Film
Im Frühjahr 1973 entschloss sich Hitchcock, den Roman The Rainbird Pattern von Victor Canning zu verfilmen. Doch die Arbeit am Drehbuch mit Ernest Lehman (Der unsichtbare Dritte) ging diesmal nicht mehr so reibungslos vonstatten: Hitchcock war merklich müde geworden, seine körperlichen Schmerzen betäubte er zunehmend mit Alkohol. Zwei Jahre benötigte die Fertigstellung des Drehbuchs, so lange wie nie zuvor in seiner Karriere.
Mit Familiengrab, wie der Film schließlich hieß, kehrte Hitchcock zum scheinbar heiteren, diesmal jedoch morbid akzentuierten Unterhaltungsthriller zurück. Wie stets legte er Wert auf eine ausgeklügelte Bildsprache, die erneut mit Hilfe von Storyboards erarbeitet wurde. Die Dreharbeiten gestalteten sich reibungslos und in einer entspannten Atmosphäre. Hitchcock, der sich im Rahmen seiner gesundheitlichen Möglichkeiten mit einem lange nicht gezeigten Elan in die Dreharbeiten einbrachte, zeigte sich zu Neuerungen bereit: Er war offen für Improvisationen seiner Schauspieler und nahm noch während der Dreharbeiten Änderungen am Ablauf vor. Die Überwachung der Schnittarbeiten musste er weitgehend seinen Mitarbeiterinnen Peggy Robertson und Suzanne Gauthier überlassen, da sich sein Gesundheitszustand deutlich verschlechterte. Zudem erlitt Alma einen zweiten Schlaganfall.
Familiengrab wurde nach seiner Premiere im Frühjahr 1976 überwiegend freundlich aufgenommen, und Hitchcock schöpfte aus der Sympathie, die ihm entgegenschlug, für kurze Zeit Kraft, neue Filmideen aufzugreifen. Sein erst Anfang 1978 in Angriff genommenes Projekt, die Verfilmung des Romans The Short Night von Ronald Kirkbride, wurde aufgrund seines sich weiter verschlechternden Gesundheitszustands jedoch etwa ein Jahr später von Universal gestoppt. Im März 1979 wurde er vom American Film Institute für sein Lebenswerk geehrt. Zwei Monate später schloss er sein Büro auf dem Gelände der Universal-Studios. Am 3. Januar 1980 wurde Hitchcock in den britischen Adelsstand erhoben.
Am Morgen des 29. April 1980 starb Alfred Hitchcock im Alter von 80 Jahren in seinem Haus in Los Angeles an Nierenversagen. Seine Leiche wurde eingeäschert, die Asche an einem unbekannten Ort verstreut.

## Inhalte und Formen
„Hitchcock ist einer der größten Erfinder von Formen in der Geschichte des Films. Die einzigen Regisseure, die in dieser Hinsicht mit ihm verglichen werden können, sind allenfalls Murnau und Eisenstein. […] Bei ihnen verschönert die Form den Inhalt nicht nur, sondern sie schafft ihn erst.“

In rund fünfzig Jahren hat Alfred Hitchcock dreiundfünfzig Spielfilme als Regisseur begonnen und beendet. Die weitaus größte Zahl dieser Filme gehört dem Genre des Thrillers an und weist ähnliche Erzählmuster und Motive auf, wiederkehrende Elemente, visuelle Stilmittel und Effekte, die sich wie ein roter Faden durch sein Gesamtwerk ziehen.

### Inhalt

#### Motive
Das Grundmotiv in Hitchcocks Filmen bildet meist die Angst der Protagonisten vor der Vernichtung ihrer (bürgerlichen) Existenz. Dabei bezieht sich diese Angst nicht nur auf Mörder, Gangster oder Spione, welche die bürgerliche Ordnung angreifen; die Hauptfiguren finden sich häufig in der Lage wieder, sogar von Vertretern des Gesetzes bedroht zu werden.
Zu diesem Motiv der Angst kommt – Hitchcocks katholischer Prägung entsprechend – jenes von Schuld und Sühne hinzu. Der unschuldig Verfolgte in seinen Filmen ist „unschuldig, aber nur in Bezug auf das, was man ihm vorwirft.“ Das heißt, die Figur wird durch das, was ihr im Laufe des Filmes widerfährt, im übertragenen Sinne für andere Defizite oder Vergehen bestraft: In Bei Anruf Mord etwa wird die Hauptfigur des Mordes verdächtigt; tatsächlich musste sie aus Notwehr töten. Das folgende Unheil kann jedoch als Strafe für den von ihr begangenen Ehebruch angesehen werden.
Eine Variation dieses Themas ist die Übertragung der Schuld auf eine andere Person. Unschuldige werden zu Schuldigen (oder Mitschuldigen) an Verbrechen anderer, da sie aus persönlichen Gründen nicht zur Aufklärung beitragen können. Zentral sind hierbei die beiden Filme Ich beichte und Der Fremde im Zug, in denen die jeweiligen Protagonisten von Morden, die andere begangen haben, profitieren und, nachdem sie selbst unter Verdacht geraten, keine Möglichkeit haben, sich zu entlasten. In Vertigo macht der wahre Mörder die Hauptfigur durch ein Komplott zunächst scheinbar zum Schuldigen am Tod der ihr anvertrauten Person. Später macht sich das Opfer der Intrige tatsächlich am Tod der Frau schuldig, die er liebt.
Falsche Verdächtigungen, aber auch ausgeprägte Schuldkomplexe, gehen bei Hitchcocks Filmen mit der Bedrohung der Identität einher. Seine traumatisierten oder verfolgten Figuren nehmen selbst falsche Namen an oder werden – aus unbekannten Gründen – für jemand anderen gehalten. Das Motiv des Identitätsverlusts spielt Hitchcock, angefangen von seinem ersten bis zu seinem letzten Film, in unterschiedlichsten Varianten durch, besonders einprägsam in Vertigo: Die weibliche Hauptfigur wird zunächst im Rahmen eines Mordkomplotts in eine andere Person (die anschließend ermordet wird) verwandelt und nimmt daraufhin wieder ihre eigentliche Identität an, nur um anschließend wieder in die andere Person zurückverwandelt zu werden.
Oft stehen Schuld und Bedrohung in Zusammenhang mit sexuellen Aspekten. In Der Fall Paradin genügt bereits der Gedanke an Ehebruch, um das Leben des Protagonisten zu gefährden. In Berüchtigt ist der Zusammenhang zwischen Sex, Schuld und Bedrohung zentrales Thema. Hitchcocks Verbindung von Sex und Gewalt wird in Mordszenen deutlich, die er oft wie Vergewaltigungen inszeniert, etwa der Schlusskampf zwischen Onkel und Nichte Charlie in Im Schatten des Zweifels, die Scherenszene in Bei Anruf Mord und die Duschszene in Psycho. Darüber hinaus spielt Sexualität gerade in abnorm empfundenen Erscheinungsformen eine große Rolle in seinem Werk. Aufgrund der Auflagen der Zensur werden jedoch Homosexualität, die in Verbindung mit Schuld und Verderben regelmäßig vorkommt, oder Nekrophilie (in Vertigo) nur in einzelnen Gesten oder Schlüsselszenen angedeutet. Auch Fetischismus (Erpressung, Vertigo, Psycho) und Voyeurismus (Das Fenster zum Hof, Psycho) spielen in seinen Filmen eine gewisse Rolle. In mehreren Filmen wird zudem ein erotischer Bezug der männlichen Hauptfiguren zu ihren Müttern angedeutet, etwa in Psycho und Die Vögel. Zentral in diesem Zusammenhang ist Berüchtigt. Hier verhalten sich Claude Rains und Leopoldine Konstantin in manchen Schlüsselszenen wie ein Ehepaar. Dieser Eindruck wird durch den geringen Altersunterschied der Schauspieler von nur vier Jahren verstärkt.
Unter den in Hitchcocks Bildsprache verwendeten Symbolen finden sich Vögel als Vorboten des Unglücks (etwa in Erpressung, später als vorherrschendes Thema in Die Vögel), Treppen, die Verlust oder Freiheit bedeuten können (Berüchtigt, Psycho, Vertigo und andere), sowie Handschellen und andere Fesseln, um Abhängigkeit und Ausgeliefertsein auszudrücken, meist im sexuellen Kontext (zum Beispiel in Der Mieter). Auch Spiegel tauchen bei Hitchcock regelmäßig auf – in Zusammenhang mit dem Verlust oder der Erkenntnis der eigenen Persönlichkeit oder als allgemeines Symbol für Täuschungen (einprägende Beispiele: Vertigo und Psycho).

#### Figuren
Die meisten Protagonisten in Hitchcocks Thrillern sind Normalbürger, die zu Beginn der Geschichte in der Regel nichts mit kriminellen Machenschaften zu tun haben. Meist werden sie durch Zufall oder unbekannte Umstände in geheimnisvolle und bedrohliche Vorgänge gezogen. Dem Zuschauer wird so das beunruhigende Gefühl vermittelt, dass auch er jederzeit in derartige Situationen geraten könnte. Professionelle Agenten oder Spione findet man dagegen nur selten unter den Hauptfiguren, obwohl Hitchcock viele Filme drehte, die im Agentenmilieu spielen. Hitchcock drehte bis auf eine Ausnahme (Erpressung, 1929) auch nie einen Film, in dem die Arbeit der Polizei im Mittelpunkt steht; aktive Polizisten tauchen ansonsten nur als Nebenfiguren und üblicherweise als Hindernis auf.

##### Männliche Antihelden
Der Prototyp des Antihelden bei Hitchcock sind die von James Stewart gespielten Figuren: In Cocktail für eine Leiche muss der von Stewart dargestellte Lehrer erkennen, dass zwei seiner Studenten eine seiner Theorien zum Anlass nahmen, einen Mord zu verüben und diesen mit seinen Thesen zu rechtfertigen; am Ende steht er hilflos vor diesem menschlichen Abgrund, in den er nicht nur hineingezogen wurde, sondern den er sogar mit heraufbeschworen hat. In Das Fenster zum Hof stellt Stewart eine Figur dar, die bindungsscheu sowie körperlich beeinträchtigt und voyeuristisch veranlagt ist und dadurch in Schwierigkeiten kommt.
Es gibt nur wenige positive, ungebrochene Helden bei Hitchcock. Ein Schauspieler, der diesen seltenen Rollentypus verkörperte, war Cary Grant in Über den Dächern von Nizza und in Der unsichtbare Dritte. Diese Figuren meistern die Herausforderungen zwar mit Charme und Leichtigkeit, doch stehen sie in Verdacht, kriminell zu sein, beziehungsweise verlieren sie zeitweise die Kontrolle, womit selbst sie keine gänzlich unantastbaren Helden sein können. Aber sogar Cary Grant spielte in zwei seiner Hitchcock-Filme Figuren, deren Schattenseiten sich zeitweise vor deren positive Merkmale schieben.
Im Laufe der Karriere Hitchcocks gewinnen ambivalente oder gar negativ gezeichnete Hauptfiguren immer stärker an Gewicht. Diese Antihelden weisen physische oder psychische Probleme auf, sind Verlierertypen oder unsympathisch. Durch ihr obsessives Fehlverhalten wirken sie schwach und können Schaden anrichten. Diese Figuren dienen zwar kaum als Vorbild, doch soll deren ambivalente Persönlichkeit dazu beitragen, dass sich der Zuschauer in ihnen wiederfinden kann.

##### Starke Frauen
In vielen Filmen bedient Hitchcock auf den ersten Blick das klassische Motiv der schwachen, zu beschützenden Frau. Doch während das Klischee verlangt, dass der strahlende Held sie rettet, ist sie bei Hitchcock oft auf sich alleine gestellt. In einigen Fällen ist der vermeintliche Beschützer schwach oder zu sehr mit sich selbst beschäftigt, als dass er der bedrohten Frau helfen könnte, wie zum Beispiel Ingrid Bergman und Cary Grant in Berüchtigt. In anderen Fällen geht von der männlichen Hauptfigur (in der Regel dem Ehemann) sogar ein tatsächliches oder vermeintliches Bedrohungspotential aus. Klassische Beispiele: Joan Fontaine und Cary Grant in Verdacht sowie Grace Kelly und Ray Milland in Bei Anruf Mord.
Die Rollenverteilung zwischen Mann und Frau kehrt Hitchcock in einigen Filmen gänzlich um: Die Frau ist dem Mann, der zunehmend passiver wird, überlegen und wendet das Geschehen zum Guten. Beispiele sind Jung und unschuldig (die Tochter des Polizeichefs verhilft einem Verdächtigen zur Flucht und löst letztendlich den Fall), Ich kämpfe um dich (eine Psychologin dringt in das Unterbewusste des Mordverdächtigen ein und rettet ihn vor der sicheren Verurteilung) sowie Der Mann, der zuviel wußte (die Ehefrau verhindert zuerst einen geplanten Mord und rettet dann das eigene Kind vor den Verbrechern).
Der Typ, der sich dabei im Laufe der Zeit herauskristallisierte, ist jener der jungen, schönen, kühlen, hintergründigen und undurchsichtigen Blondine. Die oberflächliche Kühle der Hitchcock-Blondine verbirgt jedoch eine stark entwickelte Sexualität. Besonders deutlich wird dies in Der unsichtbare Dritte, wenn Eva Marie Saint zunächst gegenüber Cary Grant zweideutige Bemerkungen macht, dann plötzlich den völlig überraschten Fremden küsst und ihn ohne Zögern in ihrem Schlafwagenabteil unterbringt. Nicht der Mann, sondern die (blonde) Frau spielt hier den aktiven Part.

##### Sympathische Schurken
„Je gelungener der Schurke ist, umso gelungener ist der Film.“

Hitchcock legt durch seine Gestaltung von Figuren und Dramaturgie dem Zuschauer eine Identifikation mit dem Schurken nahe.
Seine Antagonisten wirken zuweilen auffällig sympathisch und übertreffen mitunter die Ausstrahlung der Hauptfiguren.
Oft konkurrieren Held und Bösewicht um dieselbe Frau; die Liebe des Gegenspielers erscheint dabei tiefer und aufrichtiger als die des Helden. Besonders auffällig ist dies in Berüchtigt (Claude Rains gegenüber Cary Grant) und in Der unsichtbare Dritte (James Mason wiederum gegenüber Cary Grant). Selbst ein ausgesprochen heimtückischer Schurke wie Ray Milland in Bei Anruf Mord wirkt in einzelnen Momenten gegenüber dem unbeholfenen Robert Cummings sympathischer, in jedem Fall jedoch gegenüber der Polizei vertrauenserweckender. Oft sind sie die eigentlichen Hauptfiguren, wie Joseph Cotten als charmanter Witwenmörder in Im Schatten des Zweifels oder Anthony Perkins als linkischer, von seiner Mutter gepeinigter Mörder in Psycho.

##### Dominante Mütter
In vielen seiner Filme – ab Mitte der 1940er Jahre regelmäßig – tauchen dominante Mütter auf, die einen beunruhigenden Einfluss auf ihre meist erwachsenen Kinder ausüben und zum Teil Auslöser oder Ursache dramatischer Ereignisse sind. Erstmals uneingeschränkt bösartig erscheint die Mutter in Berüchtigt (1946), die ihren Sohn zum Mord an der Frau, die er liebt, antreibt.
Der extremste Fall tritt in Psycho (1960) zutage, wo die tote Mutter noch von ihrem Sohn Besitz ergreift und ihn zu ihrem mordenden Werkzeug werden lässt. Daneben gibt es eine Vielzahl weniger dämonischer Variationen, wobei Besitzergreifung allen Mutter-Typen gemein ist:
In Die Vögel (1963) erträgt es die Mutter von Mitch (Jessica Tandy) nicht, dass ihr erwachsener Sohn (Rod Taylor) sich für eine andere Frau interessiert. In Marnie (1964) wird das Leben der Tochter durch einen von der Mutter übertragenen Schuldkomplex beinahe zerstört.
In zwei Filmen variiert Hitchcock dieses Rollenmuster: In Rebecca und Sklavin des Herzens übernehmen Haushälterinnen die Funktion der dämonischen Mutter.

##### Zwielichtige oder leichtgläubige Beamte
Üblicherweise positiv besetzte Figuren wie Polizisten, Richter oder andere Vertreter des Staates erscheinen oft zwiespältig: Sie sind nicht in der Lage, die Helden zu beschützen, oder stellen sogar eine Bedrohung für diese dar. Polizisten verdrehen das Recht, sie handeln aus persönlichen Motiven, sie glauben dem ersten Anschein und schützen den tatsächlich Schuldigen aufgrund von dessen vordergründig tadellosem Erscheinen, sie sind tollpatschig oder arbeiten schlampig. Dieses Rollenmuster durchzieht Hitchcocks gesamtes Werk, von Der Mieter (1927) bis Frenzy (1972).
Darüber hinaus finden sich vereinzelt Geheimdienstmitarbeiter unter den Nebenfiguren, die sich als Gegner (das Ehepaar Drayton in Der Mann, der zuviel wußte, 1956) oder als Helfer offenbaren, wobei auch letztere Schwierigkeiten bringen können – beispielsweise der „General“ (Peter Lorre) in Geheimagent oder Leo G. Carroll als CIA-Mitarbeiter in Der unsichtbare Dritte. Indem die feste Trennlinie zwischen Gut und Böse verschwimmt, wird das Gefühl der Verunsicherung beim Zuschauer gesteigert.

### Formale Elemente

#### Dramaturgie
„Filme zu drehen, das bedeutet für mich zuerst und vor allem, eine Geschichte zu erzählen. Diese Geschichte darf unwahrscheinlich, aber sie darf nie banal sein. Sie sollte dramatisch und menschlich sein. Das Drama ist ein Leben, aus dem man die langweiligen Momente herausgeschnitten hat.“

Hitchcocks Credo lautete: „For me, the cinema is not a slice of life, but a piece of cake.“ (etwa: „Für mich ist das Kino nicht ein Stück Leben, sondern ein Stück Kuchen.“) Film war für ihn eine artifizielle Kunstform. Nur einmal – in Der falsche Mann – wich er von diesem Grundsatz ab. Aber auch hier liegt der Akzent auf jenen Elementen, die nicht dokumentarisch sind – etwa der subjektiven Perspektive des unschuldig Verdächtigten und seiner hilflosen Frau. Einigen seiner weiteren Filme liegen zwar auch reale Ereignisse zugrunde (Der zerrissene Vorhang, Das Fenster zum Hof, Der Auslandskorrespondent oder Cocktail für eine Leiche), doch werden diese so weit fiktionalisiert, dass außer dem Grundmotiv kein Bezug zu der ursprünglichen Geschichte übrig bleibt.
Eine nicht verwirklichte Idee für Der unsichtbare Dritte, die der Regisseur im Interview mit Truffaut erwähnt, verdeutlicht Hitchcocks Vorstellungen davon, die Realität zu transzendieren: Er wollte zeigen, wie unter den Augen Cary Grants auf einem Fließband ein Auto zusammengebaut wird und anschließend aus dem fertiggestellten Auto eine Leiche fällt – nach realistischen Maßstäben unmöglich. Doch Hitchcocks Begründung für das Verwerfen der Idee zeigt, dass er sich in solchen Fragen nicht an der Wahrscheinlichkeit orientierte: „Wir haben die Idee in der Geschichte nicht richtig unterbringen können, und selbst eine willkürliche Szene kann man nicht ohne Motiv ausführen.“ Den Vorwurf, Gesetze der Plausibilität zu missachten, nahm er bewusst in Kauf: „Wenn man alles analysieren wollte und alles nach Erwägungen der Glaubwürdigkeit und Wahrscheinlichkeit konstruieren, dann würde keine Spielfilmhandlung dieser Analyse standhalten, und es bliebe einem nur noch eines übrig: Dokumentarfilme zu drehen.“ Hitchcock vertraute darauf, dass die Zuschauer unwahrscheinliche Details akzeptieren würden, da er diese nur verwendete, um die Handlung zu dramatisieren, voranzutreiben oder zu straffen.
Für bewusste Irritation sorgte auch Hitchcocks Spiel mit filmtypischen Klischees. So vermied er es insbesondere bei den Nebenrollen, Schauspieler nach festgelegtem Typ zu besetzen. Auch bei der Wahl seiner Spielorte entzog sich Hitchcock den Genre-Gesetzen. So ließ er Verbrechen und bedrohliche Szenen häufig nicht in unheimlichen, dunklen Räumen stattfinden, sondern bei hellem Tageslicht und an scheinbar harmlosen Orten wie einem mit Menschen übersäten Marktplatz (Der Mann, der zuviel wußte [1956] und Der Auslandskorrespondent), in einer menschenleeren Landschaft, auf einer öffentlichen Versteigerung und in einer Hotelhalle (Der unsichtbare Dritte), auf einer idyllischen Bergstraße (Über den Dächern von Nizza), auf einer Party (Berüchtigt und Jung und unschuldig) in einer voll besetzten Konzerthalle (beide Der Mann, der zuviel wußte) oder in einem mit lauter freundlichen Menschen besetzten Eisenbahnzug (Eine Dame verschwindet).

#### Suspense
„Bei der üblichen Form von Suspense ist es unerlässlich, dass das Publikum über die Einzelheiten, die eine Rolle spielen, vollständig informiert ist. Sonst gibt es keinen Suspense“

Die klassische, auf das Überraschungsmoment aufbauende Form des Kriminalfilms ist der Whodunit. Bis auf wenige Ausnahmen bediente sich Hitchcock jedoch einer anderen Form des Spannungsaufbaus, des sogenannten Suspense: Dem Zuschauer sind ab einem gewissen Zeitpunkt bestimmte Informationen oder Umstände bekannt, von denen die handelnden Personen nichts wissen. Er fiebert in besonderer Weise mit den Helden, er sieht Ereignisse kommen, möchte den Figuren helfen, kann es aber nicht. In einigen Filmen wird das klassische Suspense dahingehend variiert, dass handelnde Personen die Rolle des Zuschauers übernehmen. Ein Beispiel von vielen: In Das Fenster zum Hof dringt Lisa in die Wohnung des verdächtigen Nachbarn ein, um nach Beweisen für einen möglichen Mord zu suchen. Ihr Partner Jeff beobachtet das Geschehen von der gegenüber liegenden Wohnung aus und sieht dabei den Nachbarn vorzeitig zurückkommen. Er vermutet sie in Lebensgefahr, kann ihr aber nicht helfen.
Für einige markante Szenen baute Hitchcock zudem bewusst eine Suspense-Situation auf, um den Zuschauer mit einem umso gewaltigeren Überraschungseffekt schockieren zu können. Ein berühmtes Beispiel findet sich in Psycho: Zum einen ist Marion Crane mit verschiedenen Insignien einer typischen Hauptfigur eines Hitchcockfilms ausgestattet, so dass kaum jemand erwartet, dass sie bereits in der ersten Hälfte des Films stirbt. Zum anderen schaltet Hitchcock der Duschszene selbst einen Suspense-Moment vor. Norman Bates beobachtet Marion Crane durch ein Loch in der Wand beim Entkleiden. Sie geht unter die Dusche. Der Zuschauer wird nun eben keinen Mord, sondern schlimmstenfalls eine Vergewaltigung durch Norman befürchten. Der bestialische Mord ist somit völlig überraschend und damit ein Grund für die Berühmtheit der Szene.

#### MacGuffin
Ein von Hitchcock in seinen Thrillern sehr häufig verwendetes Mittel war der sogenannte MacGuffin: ein Element, das die Handlung vorantreibt oder sogar initiiert, obwohl es für die Entwicklung der Figuren und für den Zuschauer inhaltlich völlig bedeutungslos, geradezu austauschbar ist. Der MacGuffin in Der unsichtbare Dritte sind schlicht „Regierungsgeheimnisse“, über die der Held oder der Zuschauer während der gesamten Handlung nichts Weiteres erfährt. In Psycho benutzt Hitchcock unterschlagenes Geld, das die Sekretärin zur Flucht treibt und so in „Bates Motel“ führt, um das Publikum anfangs gezielt in die Irre zu führen und für einen Kriminalfall zu interessieren, der mit der eigentlichen Handlung nur am Rande zu tun hat. Die mysteriösen „39 Stufen“ im gleichnamigen Film sind eine Geheimorganisation, über die bis kurz vor Ende des Films überhaupt nichts bekannt ist, außer dass sie gefährlich ist. Ein besonders außergewöhnlicher MacGuffin ist die als Volksliedmelodie getarnte Geheimdienstinformation aus Eine Dame verschwindet.

#### Filmische Mittel
„Die Filmtechnik erlaubt einem, alles zu bekommen, was man will, alle Bilder so zu realisieren, die man sich vorgestellt hat. Es gibt also keinen Grund, auf etwas zu verzichten oder sich auf einen Kompromiss einzulassen zwischen dem gewünschten und dem erreichten Bild. Wenn nicht alle Filme wirklich einwandfrei sind, liegt das daran, dass es in unserer Industrie zu viele Leute gibt, die nichts von der Bildsprache verstehen.“

Beeinflusst vom Stummfilm beruhte Hitchcocks Filmverständnis auf dem Anspruch, alles Wichtige in seinen Filmen visuell und so wenig wie möglich durch Dialoge auszudrücken. Seine typischen Kameraeinstellungen geben im Bild genau das wieder, was für das Verständnis der Szene wesentlich ist – auch um dem Zuschauer nicht die Möglichkeit zu geben, sich durch unwesentliche Details ablenken zu lassen. So wirken beispielsweise Kuss-Szenen bei Hitchcock immer sehr intim, da er gewöhnlich mit der Kamera sehr nahe an die beiden sich Küssenden heranfuhr und den Zuschauer sozusagen zum dritten Umarmenden machte. Zu den berühmtesten Beispielen dieser visuellen Erzählweise zählen die Duschszene aus Psycho, der Flugzeugangriff auf Cary Grant und die Jagd auf Mount Rushmore in Der unsichtbare Dritte, die Versammlung der Vögel auf dem Klettergerüst in Die Vögel oder die zehnminütige Konzertszene in der Royal Albert Hall in Der Mann, der zuviel wußte von 1956.
Hitchcocks visueller Arbeitsstil drückt sich unter anderem in den Expositionen vieler seiner Filme aus. Er bringt den Zuschauern die handelnden Figuren und die Umstände der folgenden Handlung ohne die Verwendung von Dialogen nahe. Die Länge dieser Einführungen variiert zwischen wenigen Sekunden und mehreren Minuten. Erstmals verfolgte Hitchcock diese Technik 1929 in seinem ersten Tonfilm Erpressung.
Zudem tauchen in Hitchcocks Filmen immer wieder ungewöhnliche filmische Operationen auf, um die Stimmung und Spannung bewusst zu verstärken, beispielsweise eine gegenläufige Zoom-Fahrtbewegung in Vertigo (später auch als „Vertigo-Effekt“ bezeichnet), lange Kamerafahrten wie die aus einer Totale eines großen Raums bis in die Naheinstellung eines Schlüssels in einer Hand (in Berüchtigt) oder auf ein zuckendes Auge (in Jung und unschuldig) sowie die aus ungefähr siebzig Einstellungen bestehende fünfundvierzig Sekunden lange Mordszene unter der Dusche in Psycho, unmittelbar gefolgt von einer etwa einminütigen Kamerafahrt ohne einen einzigen Schnitt. Der Production Designer Robert Boyle, mit dem Hitchcock bei fünf Filmen zusammenarbeitete, meinte: „Keiner der Regisseure, mit denen ich je zusammengearbeitet habe, wusste so viel über Film wie er. Viele der Regisseure, mit denen ich gearbeitet habe, wussten eine ganze Menge, aber sie besaßen nicht die technischen Fähigkeiten, die er hatte. Er suchte immer nur den visuellen Ausdruck, und so etwas wie eine zufällige Einstellung gab es bei ihm nicht.“
Nur einmal griff Hitchcock aus Experimentierfreude auf einen filmtechnischen Kniff zurück, der sich nicht unmittelbar aus der Dramaturgie ergab. In Cocktail für eine Leiche (1948) drehte er bis zu zehn Minuten lange Einstellungen, die er zum großen Teil sogar über unsichtbare Schnitte ineinander übergehen ließ. Er wollte damit bei dieser Theaterverfilmung die Einheit von Zeit und Raum dokumentieren. Später gab er zu, dass es ein Fehler war, damit gleichzeitig den Schnitt als wesentliches gestaltendes Instrument der Dramaturgie aus der Hand gegeben zu haben.

##### Licht und Farben
Inspiriert von amerikanischen und deutschen Filmemachern, setzte Hitchcock schon bei seinen ersten Filmen Licht- beziehungsweise Schatteneffekte ein. Typisch für Hitchcock sind Linien und Streifen in Form von Schatten (durch Gitter, Jalousien oder Ähnliches verursacht), die vor allem auf Gesichter fallen und eine unheilvolle Atmosphäre verstärken sollen. Darüber hinaus verwendet er in einzelnen Szenen sehr starke, zum Teil unnatürlich wirkende Kontraste, um einen äußeren oder inneren Gut-Böse-Gegensatz zu visualisieren.
Dieses Hell-Dunkel-Spiel unterstützte Hitchcock durch die Kostüme der Figuren. So ließ er Ingrid Bergman am Anfang von Berüchtigt gestreifte Kleidung tragen, um ihre Zerrissenheit zu unterstreichen. In Der Mieter trug Ivor Novello zu Beginn Schwarz, später, um seine Unschuld auch nach außen hin deutlich zu machen, Weiß. Die Methode, durch die Farbgebung der Kostüme den emotionalen Zustand der Figuren zu unterstreichen, behielt Hitchcock auch für die Farbfilme bei. In Bei Anruf Mord wurden die Kostüme von Grace Kelly mit der Dauer des Films immer trister und grauer, entsprechend ihrer inneren Gemütsverfassung.
Zu Hitchcocks Farbwahl von Grace Kellys Kleidern in Das Fenster zum Hof sagte die Kostümbildnerin Edith Head: „Für jede Farbe und jeden Stil gab es einen Grund; er war sich seiner ganzen Entscheidung absolut sicher. In einer Szene sah er sie in blassem Grün, in einer anderen in weißem Chiffon, in einer weiteren in Gold. Er stellte im Studio tatsächlich einen Traum zusammen.“ In seinen späteren Filmen, allen voran Marnie und Vertigo, gab es eine ausgefeilte, die Kostüme, die Dekors und die Beleuchtung umfassende Farbdramaturgie.

##### Tricktechnik
Nach Hitchcocks Filmverständnis schafft sich der Film seine eigene Realität und soll oder darf kein Abbild des wahren Lebens sein. Die Nutzung sämtlicher Möglichkeiten, genau das wiederzugeben, was der Regisseur sich vorstellt, ist nach diesem Verständnis nicht nur legitim, sondern erforderlich. Hitchcock hat die Entwicklung der Tricktechnik aufmerksam beobachtet und schon sehr früh – gelegentlich zum Missfallen seiner Produzenten – neue Trickverfahren eingesetzt, zum Beispiel das Schüfftan-Verfahren (in Erpressung) oder das Matte Painting. In seinen englischen Thrillern, vor allem in Nummer siebzehn und Jung und unschuldig, arbeitete Hitchcock bei Verfolgungsjagden oft und erkennbar mit Modellen. In Eine Dame verschwindet sind die Rückprojektionen während der Zugfahrt aber bereits so ausgereift, dass sie noch Jahrzehnte später überzeugen. Ähnliches gilt für die Schlussszene von Der Fremde im Zug, in der zwei Männer auf einem sich immer schneller drehenden Karussell kämpfen – in einer virtuosen Kombination von Realeinstellungen, Modellen und Rückprojektionen. Die Vögel (1963) beinhaltet rund vierhundert Trickeinstellungen, für die Hitchcock auf sämtliche damals verfügbaren Tricktechniken zurückgriff, unter anderem auch auf das ansonsten für Animationsfilme verwendete Rotoskopieverfahren.

##### Ton und Musik
Hitchcock hat seit dem Aufkommen des Tonfilms Musik und Toneffekte eingesetzt, um die Dramaturgie bewusst zu unterstützen. Den Umgang Hitchcocks mit dem Medium Ton beschrieb die Schauspielerin Teresa Wright (Im Schatten des Zweifels) folgendermaßen: „Wenn ein Schauspieler mit den Fingern trommelte, war das nicht ein zweckloses Trommeln, es hatte einen Rhythmus, ein musikalisches Muster – es war wie ein Geräusch-Refrain. Ob jemand nun ging oder mit Papier raschelte oder einen Umschlag zerriss oder vor sich hin pfiff, ob das Flattern von Vögeln oder ein Geräusch von draußen war, alles wurde sorgfältig von ihm orchestriert. Er komponierte die Toneffekte wie ein Musiker Instrumentenstimmen.“ Gegenüber Truffaut erwähnte Hitchcock, dass er nach dem Endschnitt eines Films seiner Sekretärin ein „Tondrehbuch“ diktiert, das alle von ihm gewünschten Geräusche enthält.
In Mord – Sir John greift ein! (1930) versteckte Hitchcock, da ein nachträgliches Bearbeiten der Tonspur zu diesem Zeitpunkt technisch noch nicht möglich war, gar ein komplettes Orchester hinter den Kulissen, um die entsprechenden Stellen musikalisch zu untermalen. Weitere klassische Beispiele für Hitchcocks dramaturgischen Musikeinsatz sind Geheimagent (1936, der Dauerakkord des toten Organisten in der Kirche), Eine Dame verschwindet (1938, die Melodie mit dem Geheimcode und der „Volkstanz“), Im Schatten des Zweifels (1943, der „Merry-Widow“-Walzer), Der Fremde im Zug (1951, die Szenen auf dem Rummelplatz) und Das Fenster zum Hof (1954, die im Laufe des Films entstehende Komposition des Klavierspielers). In Der Mann, der zuviel wußte (1956) schließlich wird Musik, sowohl orchestral wie auch gesungen, aktiv inszeniert und dramaturgisch eingebunden: Sie spielt eine wesentliche Rolle in der Gesamtdramaturgie des Films.
Die Musik der Filme aus den späten 1950er und frühen 1960er Jahren, der Zeit als Hitchcock mit dem Komponisten Bernard Herrmann zusammenarbeitete, ist tragendes Element der jeweiligen Filme. Kritiker bescheinigen der Musik der Filme Vertigo, Der unsichtbare Dritte und Psycho sowie den Toneffekten von Oskar Sala zu Die Vögel, wesentlich zum jeweiligen Gesamteindruck des Films beizutragen.

### Prägende Einflüsse

#### Vorbilder
Hitchcock war beeindruckt von den Filmen, die er in seiner Jugend und in seinen frühen Jahren im Filmgeschäft sah, etwa jenen von D. W. Griffith, Charlie Chaplin, Buster Keaton und Douglas Fairbanks senior. Als Stummfilmregisseur in England übernahm er vom US-Film unter anderem die Technik, mit Hilfe von Beleuchtungseffekten Tiefe zu schaffen und den Vorder- vom Hintergrund abzusetzen, was bis in die 1930er Jahre im britischen Film unüblich war. Angetan war er auch von den deutschen Stummfilmregisseuren wie Fritz Lang und Ernst Lubitsch. F. W. Murnaus Der letzte Mann, dessen Dreharbeiten Hitchcock 1922 in München beobachtete, bezeichnete er später als den fast perfekten Film: „Er erzählte seine Geschichte ohne Titel; von Anfang bis Ende vertraute er ganz auf seine Bilder. Das hatte damals einen ungeheueren Einfluss auf meine Arbeit.“ Einfluss auf Hitchcocks Arbeit hatte auch Das Cabinet des Dr. Caligari, den Robert Wiene 1919 drehte. Die Betonung des Visuellen im deutschen Expressionismus prägte seinen eigenen Umgang mit filmischen Mitteln.
Abgesehen von diesen stilistischen Einflüssen vermied es Hitchcock jedoch, Szenen oder Einstellungen bekannter Filme zu zitieren. Als Ausnahme kann Panzerkreuzer Potemkin (1925) des sowjetischen Regisseurs Eisenstein angesehen werden. In Die 39 Stufen, Über den Dächern von Nizza und einigen weiteren Filmen erinnern die vor Entsetzen schreienden Frauen an Einstellungen aus der berühmten und oft zitierten Szene an der Hafentreppe in Odessa.
Es gibt außerdem in Hitchcocks Werk aus den 1940er und 1950er Jahren einige motivische und visuelle Überschneidungen mit der Gattung des Film noir, die den amerikanischen Kriminalfilm in jener Zeit bestimmte, etwa in Im Schatten des Zweifels und Berüchtigt, und besonders in Der falsche Mann, wo das Motiv der allgegenwärtigen Bedrohung der Hauptfiguren eine Rolle spielt. Darüber hinaus bediente er sich gerne einer ähnlich kontrastreichen Bildgestaltung, die er sich in den Grundzügen allerdings bereits in den 1920er Jahren angeeignet hatte. Auch Vertigo erinnert in der Grundkonstellation und der alptraumhaften Zwanghaftigkeit der Geschehnisse an einige Filme des Genres, wie zum Beispiel Frau ohne Gewissen, hebt sich jedoch formal und stilistisch deutlich vom Film noir ab.
Als typischer Vertreter des Genres kann Hitchcock jedenfalls nicht angesehen werden.

### Obsessionen und Vorwürfe wegen sexueller Belästigung
„Ich war nie besonders scharf auf Frauen, die ihren Sex wie Tand um den Hals trugen.“

Seine Vorliebe für Blondinen erklärte Hitchcock gegenüber Truffaut wie folgt: „Ich finde, die englischen Frauen, die Schwedinnen, die Norddeutschen und die Skandinavierinnen sind interessanter als die romanischen, die Italienerinnen und die Französinnen. Der Sex darf nicht gleich ins Auge stechen. Eine junge Engländerin mag daherkommen wie eine Lehrerin, aber wenn Sie mit ihr in ein Taxi steigen, überrascht sie Sie damit, dass sie Ihnen in den Hosenschlitz greift.“ Ähnlich äußerte er sich 1969 gegenüber Look über die Truffaut-Schauspielerin Claude Jade, die bei ihm in Topaz gespielt hatte: „Claude Jade ist eine eher ruhige junge Dame, doch für ihr Benehmen auf dem Rücksitz eines Taxis würde ich keine Garantie übernehmen“.
Dass Hitchcock zu seinen jungen blonden Schauspielerinnen ein besonderes Verhältnis hatte und ihnen mehr Aufmerksamkeit widmete als allen anderen, war schon früh bekannt. Die Sorgfalt, mit der Hitchcock bereits in den 1930er und 1940er Jahren Madeleine Carroll, Carole Lombard und insbesondere Ingrid Bergman in Szene setzte, entwickelte sich mit der Zeit zu einer sich steigernden Verquickung privater und beruflicher Interessen, die sich zu einer Obsession ausweitete. Mit Vera Miles probte er die Nervenzusammenbrüche, welche sie in Der falsche Mann darstellen sollte, wochenlang jeweils mehrere Stunden täglich. Für sie wie für Kim Novak ließ er von der Kostümbildnerin eine komplette Garderobe schneidern, die für ihr privates Leben gedacht war. Tippi Hedren (Die Vögel) behauptete, er habe sie sogar von zwei Crew-Mitgliedern beschatten lassen und begonnen, ihr Vorschriften für ihr Verhalten im Privatleben zu machen. Hedren warf in ihrer Biografie 2016 Hitchcock vor, sie mehrfach sexuell belästigt zu haben, und bezeichnete ihn als pervers. Er habe sie für sich völlig vereinnahmen wollen, sich auf sie geworfen und begrapscht. Weiter drohte er ihr, ihre Karriere zu ruinieren, wenn sie nicht kooperieren würde. Diese Vereinnahmung hatte ihren Höhepunkt in sich über Tage hinziehenden Aufnahmen von auf sie einstürzenden, echten Vögeln. Nach einem eindeutigen, erfolglosen Annäherungsversuch während der Arbeiten zu Marnie kam es schließlich zum Bruch. Die zuvor offen bekundete Zuneigung schlug ins Gegenteil um, und Hitchcock ließ keine Gelegenheit aus, Tippi Hedren bei anderen herabzusetzen. Sie blieb die letzte typische „Hitchcock-Blondine“. Zwar hielt sich Hitchcock darüber stets äußerst bedeckt, doch es gilt als gesichert, dass der Regisseur sich von diesen Schwierigkeiten lange nicht erholen konnte und in seiner kreativen Schaffenskraft beeinträchtigt war. Ebenso gelten Filme wie Vertigo und Berüchtigt, aber auch Marnie oder Im Schatten des Zweifels, die von neurotischen Männern handeln, die Frauen manipulieren, als stark autobiographisch.
Auch die Verbindung zwischen Sex und Gewalt faszinierte Hitchcock, was vor allem in seinen späteren Werken immer deutlicher zutage tritt. Mehrfach inszenierte er vollendete oder versuchte Vergewaltigungen (schon früh in Erpressung, später dann in Marnie und Frenzy). In drei nicht realisierten Projekten sollten Vergewaltiger oder Vergewaltigungen eine zentrale Rolle spielen. Morde inszenierte er einige Male als Vergewaltigungen, mit dem Messer als Phallus-Symbol. Doch auch der Tod durch Erwürgen oder Strangulieren übte eine gewisse Faszination auf ihn aus. Einige Würgeszenen gehören zu den bemerkenswertesten Mordszenen seiner Karriere, etwa in Cocktail für eine Leiche, Bei Anruf Mord, Der zerrissene Vorhang und Frenzy. Sich selbst ließ er oft in „Würgerposen“ ablichten.
Ähnlich offen kokettierte Hitchcock zeit seines Lebens mit seiner panischen Angst vor der Polizei. Hitchcock erzählte gerne, dass er mit fünf Jahren, nachdem er etwas angestellt hatte, von seinem Vater mit einem Zettel auf das nahegelegene Polizeirevier geschickt worden sei. Der Polizist las den Zettel und sperrte Alfred für fünf oder zehn Minuten in eine Zelle mit dem Kommentar, dies würde die Polizei mit ungezogenen Jungen so machen. In seinen Filmen geht von Polizisten stets eine latente Gefahr aus.
Zu der Frage, inwieweit das von Hitchcock in seinen Filmen transportierte Bild der besitzergreifenden Mutter von der eigenen Mutter geprägt ist, gab es von ihm selbst keinerlei Aussagen. Das wenige, was man aus seiner Kindheit weiß, legt jedoch autobiographische Ursprünge nahe. Hitchcocks Mutter starb nach langer Krankheit im August 1942 während der Dreharbeiten zu Im Schatten des Zweifels. Dieser bereits von vornherein stark autobiographisch geprägte Film nimmt eindeutig Bezug auf Hitchcocks Verhältnis zu ihr: Der Name Emma scheint nicht die einzige Gemeinsamkeit zwischen ihr und der dominanten Mutterfigur im Film zu sein. Zudem ist im Film noch von einer anderen gebieterischen, jedoch kranken Mutter die Rede – jener des Krimi-Besessenen Herb Hawkins, der wiederum als Selbstprojektion Hitchcocks gilt.
Auffallend oft sind Toiletten in Hitchcocks Filmen zu sehen oder zu hören, in denen konspirative Dinge irgendwelcher Art stattfinden. Laut seinem Biographen Donald Spoto hatte er eine „pubertäre Fixierung“, die in seiner viktorianischen Erziehung begründet lag. Hitchcock äußerte sich zwar oft und gerne über menschliche Körperfunktionen, wollte aber den Eindruck erwecken, er selbst habe mit solchen Dingen nichts zu tun. Bezugnehmend auf seine Körperfülle, deutete Hitchcock hingegen mehrfach an, dass für ihn Essen eine Art Ersatzbefriedigung sei. So gibt es in einigen Hitchcockfilmen eine symbolische Verbindung von Essen, Sex und Tod.

#### Zensur
In den USA galt zwischen 1934 und 1967 der Hays Code, auch Production Code genannt, eine Sammlung von Richtlinien über die Einhaltung der gängigen Moralvorstellungen und über die Zulässigkeit der Darstellung von Kriminalität, Gewalt und Sexualität im Film.
So musste Hitchcock zum Beispiel das geplante Ende für Verdacht fallen lassen, weil es Anfang der 1940er Jahre nicht möglich war, den Selbstmord einer schwangeren Frau zu zeigen. Noch bis kurz vor Schluss der Dreharbeiten hatte er kein passendes Ende für den Film gefunden. In Berüchtigt musste Hitchcock einen Dialog streichen, in dem sich ein Vertreter der US-Regierung positiv über die Möglichkeit einer Ehescheidung äußerte. Bei Saboteure drehte er politisch heikle Textstellen zur Sicherheit alternativ in entschärften Versionen.
Doch in vielen Fällen gelang es ihm, die Beschränkungen durch die Zensur kreativ zu umgehen. So war es damals unter anderem nicht erlaubt, eine Toilette zu zeigen. Daher verzerrte Hitchcock in Mr. und Mrs. Smith die eindeutigen Geräusche einer Toilette so, dass man sie für eine Dampfheizung halten konnte. In Psycho zeigte er eine Toilette, in der ein Papierzettel hinuntergespült wurde. Indem er das Bild der Toilette mit einer dramaturgischen Funktion versah – das Verschwinden eines Beweisstücks musste erklärt werden –, verhinderte er, dass die Szene geschnitten wurde. Niemals wurde eine Toilette zu Zeiten des Hays Code expliziter gezeigt.
Da auch die Länge von Küssen im Film damals auf drei Sekunden begrenzt war, inszenierte Hitchcock den Kuss zwischen Ingrid Bergman und Cary Grant in Berüchtigt als Folge von einzelnen, durch kurze Dialogsätze unterbrochenen Küssen. Hitchcocks größter Sieg gegen die Zensur war die Schlussszene von Der unsichtbare Dritte: Cary Grant und Eva Marie Saint befinden sich in einem Schlafwagen. Er zieht sie zu sich nach oben in das obere Bett, und sie küssen sich. Es erfolgt ein Umschnitt, und man sieht einen Zug in einen Tunnel rasen – eine der explizitesten Andeutungen des Sexualakts in einem US-Film zu Zeiten des Production Code.

## Arbeitsweise
Einer der wichtigsten Aspekte der Arbeitsweise Alfred Hitchcocks war, dass er im Idealfall von der Stoffauswahl bis zum Endschnitt nichts dem Zufall überließ, sondern die völlige Kontrolle über die Herstellung des Films beanspruchte.
Wenn Hitchcock existierende Vorlagen benutzte, etwa Romane oder Bühnenstücke, übernahm er nur einzelne Grundmotive der Handlung und entwickelte daraus zusammen mit dem jeweiligen Drehbuchautor oft eine völlig neue Geschichte. Hochwertige, komplexe Literatur sperrte sich gegen diesen Umgang und Hitchcock scheute daher deren Verfilmung – auch aus Respekt vor dem Werk.
Hitchcock war meist an der Drehbucherstellung beteiligt, wurde aber nach 1932 bei keinem seiner Filme offiziell als Autor in Vor- oder Abspann erwähnt: „Ich will nie einen Titel als Produzent oder Autor. Ich habe das Design des Films geschrieben. Mit anderen Worten, ich setze mich mit dem Autor zusammen und entwerfe den ganzen Film vom Anfang bis zum Ende.“ Der Autor Samuel A. Taylor: „Mit ihm zu arbeiten, bedeutete auch mit ihm zu schreiben, was auf die wenigsten Regisseure zutrifft. Hitchcock behauptete nie, selbst ein Schriftsteller zu sein, aber in Wahrheit schrieb er doch seine eigenen Drehbücher, denn er sah bereits jede Szene deutlich in seinem Kopf vor sich und hatte eine sehr genaue Vorstellung davon, wie sie ablaufen sollte. Ich merkte, dass ich nur noch die Figuren persönlicher und menschlicher zu gestalten brauchte und sie weiter entwickeln musste.“ Gelegentlich veränderte Hitchcock im Nachhinein noch die Dialoge ganzer Szenen, etwa um die Spannungs-Dramaturgie zu verbessern (Beispiel: Das Rettungsboot) oder um autobiographische Bezüge einzubauen (Beispiel: Ich beichte).
Auch wenn ihm geschliffene Dialoge wichtig waren, legte Hitchcock sein Hauptaugenmerk stets auf die Ausdruckskraft der Bilder. So wurde im Idealfall jede einzelne Einstellung des Films vor Drehbeginn in Storyboards festgelegt.
Seit Beginn seiner Regisseurtätigkeit verfolgte er das Ziel, jegliche Improvisation so weit es geht zu vermeiden. Gegenüber Truffaut erklärte er: „Ich habe Angst davor gehabt, im Atelier zu improvisieren, weil, selbst wenn man im Augenblick Ideen hat, bestimmt keine Zeit bleibt nachzuprüfen, was sie taugen. [… Andere Regisseure] lassen ein ganzes Team warten und setzen sich hin, um zu überlegen. Nein, das könnte ich nicht.“
Nach eigenen Aussagen bereitete Hitchcock die Planung eines Projekts mehr Freude als die eigentlichen Dreharbeiten: Durch zu viele Einflüsse – Produzenten, Technik, Schauspieler, Zeitdruck – sah er die angestrebte Kontrolle über sein Werk bedroht. Außerdem sah er im Idealfall die kreative Arbeit am Film mit Beginn der Dreharbeiten als abgeschlossen an: „Ich drehe einen vorgeschnittenen Film. Mit anderen Worten, jedes Stück Film ist entworfen, um eine Funktion zu erfüllen.“
Diese Grundsätze waren jedoch eher eine Idealvorstellung Hitchcocks. Tatsächlich wurde es ihm spätestens ab 1948 zur Gewohnheit, beim Drehen Alternativen auszuprobieren. Doch auch hier bemühte er sich um möglichst exakte Vorausplanung: Ein Beispiel hierfür ist die Belagerung des Hauses durch die Vögel in Die Vögel. Gegenüber Truffaut beschrieb Hitchcock, wie er die ursprünglich geplante Szene noch unmittelbar am Drehort umschrieb und bis ins kleinste Detail skizzierte, so dass sie kurz darauf entsprechend diesen neuen Entwürfen gedreht werden konnte. Darüber hinaus wurde Hitchcock im Laufe seiner Karriere immer freier, auch kurzfristig vom festgelegten Drehbuch abzuweichen. Entgegen seinen Gewohnheiten ließ er sogar Improvisationen der Schauspieler zu, wenn auch nur bei eher unwichtigen Szenen.
Bill Krohn ging 1999 in Hitchcock at Work ausführlich auf Hitchcocks Arbeitsweise ein. Er rekonstruierte auf Basis von Originalunterlagen wie Drehbuchversionen, Skripte, Storyboards, Memos, Produktionsnotizen etc. und mit Hilfe von Beteiligten die Produktionsgeschichte diverser Filme (darunter Hitchcocks berühmteste) und widerlegt Hitchcocks Bekenntnis zum „vorgeschnittenen Film“: So kam es bei vielen Filmen vor, dass Hitchcock entscheidende Schlüsselszenen in verschiedenen Varianten drehte und meist erst im Schneideraum über die endgültige Form einzelner Szenen entschied.

## Mitarbeiter
Im Laufe der Jahre entwickelte sich mit verschiedenen Autoren eine besonders kreative Zusammenarbeit. Hervorzuheben sind Eliot Stannard, Angus MacPhail, Charles Bennett, Ben Hecht und John Michael Hayes.
Obwohl Samuel A. Taylor (Vertigo) und auch Ernest Lehman (Der unsichtbare Dritte) nur je zwei Drehbücher zu tatsächlich realisierten Filmen schrieben, gehörten sie zu den wenigen Mitarbeitern, die mit ihm in den letzten Jahren seiner Karriere regelmäßig zusammenarbeiteten und bis kurz vor seinem Tod Kontakt hatten.
Doch auch mit namhaften Theater- oder Romanautoren arbeitete Hitchcock mehrfach bei der Drehbucherstellung zusammen, reibungslos mit Thornton Wilder und George Tabori, konfliktbeladen mit John Steinbeck, Raymond Chandler und Leon Uris.
Der Kult, den Hitchcock gern um seine Person betrieb, und sein manchmal diktatorischer Stil, führte auch zu Konflikten mit befreundeten Autoren. John Michael Hayes, der im Streit von Hitchcock schied: „Ich tat für ihn, was jeder andere Autor für ihn tat – ich schrieb! Wenn man aber Hitchcocks Interviews liest, kann man den Eindruck bekommen, er habe das Drehbuch geschrieben, die Charaktere entwickelt, die Motivation beigesteuert.“
Wenn Hitchcock mit der Arbeit eines Autors nicht zufrieden war, oder wenn er seine Autorität angegriffen fühlte, dann ersetzte er Autoren kurzerhand durch andere.
Cary Grant und James Stewart wurden innerhalb der jeweils vier Filme, die sie für Hitchcock drehten, zu Hitchcocks Alter Ego. Grant wurde zu dem, „was Hitchcock gerne gewesen wäre“, wie es Hitchcocks Biograph Donald Spoto formulierte, während Stewart vieles wäre, „von dem Hitchcock dachte, er sei es selbst“. Mit einigen seiner Schauspieler verband Hitchcock zudem eine langjährige persönliche Freundschaft, allen voran mit Grace Kelly. Darüber hinaus sind die als neurotisch zu bezeichnenden Beziehungen zu seinen blonden Hauptdarstellerinnen – insbesondere mit Tippi Hedren – bekannt.
Am Anfang von Hitchcocks Karriere galt Film in England als Unterhaltung für die Unterschicht. Aus dieser Zeit stammt Hitchcocks oft zitierter Ausspruch „Alle Schauspieler sind Vieh“, der sich auf diejenigen Theaterschauspieler bezog, die nur mit Widerwillen und des Geldes wegen nebenher als Filmschauspieler arbeiteten. Die Aussage verselbständigte sich später und wurde oft als genereller Ausdruck der Geringschätzung Hitchcocks Schauspielern gegenüber angesehen. Tatsächlich hatte er auch später oft Probleme mit Schauspielern, die eigene Vorstellungen durchsetzen wollten, anstatt sich in die vorgefertigte Planung des Regisseurs einzufügen. Anhänger des Method Actings wie Montgomery Clift und Paul Newman waren Hitchcock daher genauso lästig wie Exzentriker oder Egomanen. Große Achtung hatte Hitchcock hingegen vor Schauspielern, die sein Filmverständnis teilten oder sich zumindest seiner Arbeitsweise anpassten, und gewährte etwa Joseph Cotten und Marlene Dietrich große künstlerische Freiheiten. Oft waren es jedoch die Produzenten, die über die Besetzung der Hauptrollen entschieden. Umso mehr nutzte Hitchcock seine größere Freiheit bei den zu besetzenden Nebenrollen, wobei er gerne auf Theaterschauspieler zurückgriff, die er noch aus seiner Zeit in London in bester Erinnerung hatte, zum Beispiel Leo G. Carroll in insgesamt sechs Filmen oder Cedric Hardwicke in Verdacht und Cocktail für eine Leiche.
Die bekannte Kostümbildnerin Edith Head, mit der er ab Das Fenster zum Hof bei fast allen Filmen zusammenarbeitete, meinte: „Loyalität war Hitchcock besonders wichtig. Er war Mitarbeitern gegenüber so loyal, wie er es von ihnen erwartete.“
Bei fünf Filmen war Robert F. Boyle für das Production Design verantwortlich; er gehörte bis zu Hitchcocks Tod zu dessen engsten Mitarbeitern. Außerdem griff er im Laufe seiner Karriere gern auf Albert Whitlock als Szenenbildner zurück. Äußerst zufrieden war Hitchcock, dem die Ausdruckskraft der Bilder stets wichtig war, auch mit dem Art Director Henry Bumstead. Der Titeldesigner Saul Bass entwarf nicht nur einige Filmtitel für die Vorspanne sowie Plakate, sondern war bereits bei den Arbeiten an vielen Storyboards maßgeblich beteiligt.
Wichtigster Kameramann in seinen frühen Jahren bei den British International Pictures war John J. Cox. Über Hitchcock sagte Kameramann Robert Burks, der mit Ausnahme von Psycho an allen Filmen zwischen 1951 und 1964 beteiligt war: „Man hatte nie Ärger mit ihm, solange man etwas von seiner Arbeit verstand und sie ausführte. Hitchcock bestand auf Perfektion.“ Mit Leonard J. South, ehemaliger Assistent Burks’, arbeitete Hitchcock über einen Zeitraum von insgesamt 35 Jahren zusammen.
Von den Komponisten der Filmmusiken ist Louis Levy hervorzuheben, der die Soundtracks für die frühen englischen Filme von Der Mann, der zuviel wußte bis Eine Dame verschwindet beisteuerte. Als der Hitchcock-Komponist schlechthin gilt Bernard Herrmann, der ab Immer Ärger mit Harry bis einschließlich Marnie (1964) alle Filmmusiken für Hitchcock komponierte.
Der Filmeditor George Tomasini war bis zu seinem Tod 1964 ein Jahrzehnt lang enger Mitarbeiter Hitchcocks. Zu Beginn seiner Karriere wirkte seine Frau Alma als Editorin bei seinen Filmen mit; sie blieb bis zuletzt eine der einflussreichsten Mitarbeiterinnen.

## Selbstvermarktung
„Wir Regisseure machen einen Film erfolgreich. Der Name des Regisseurs sollte im Bewusstsein des Publikums mit der Qualität eines Produktes gleichgesetzt werden. Schauspieler kommen und gehen, doch der Name des Regisseurs sollte klar im Bewusstsein des Publikums haften bleiben.“

Schon zu Beginn seiner Karriere war Hitchcock die Bedeutung der Vermarktung der eigenen Person bewusst: Viele seiner späteren Tätigkeiten sind Teil einer Strategie, sich und seinen Namen als Marke zu etablieren. Bereits 1927 führte Hitchcock ein stilisiertes Selbstporträt als Logo, das bis heute bekannt ist. Anfang der 1930er Jahre, als er mit dem Erfolg seiner Filme in England populär wurde, gründete er mit der Hitchcock Baker Productions Ltd. eine Gesellschaft, die bis zu seiner Übersiedlung nach Amerika ausschließlich dafür zuständig war, für ihn und mit seiner Person Öffentlichkeitsarbeit zu betreiben. Anschließend wurden diese Aufgaben von der Künstleragentur Selznick-Joyce, danach von der Music Corporation of America (MCA) wahrgenommen, wobei der Präsident der MCA, Lew Wasserman, zu seinem persönlichen Agenten wurde. 1962 wurde unter Herman Citron eine neue Gesellschaft gegründet, die Hitchcocks Interessen vertrat und seinen Namen vermarktete. Diese Selbstvermarktung diente auch dazu, eine Machtposition im Produktionsprozess seiner Filme zu erlangen, und war somit Teil seines Kampfes um künstlerische Unabhängigkeit.

### Cameos
Aus Mangel an Statisten in seinen ersten britischen Filmen sah man Hitchcock immer wieder im Hintergrund auftauchen. Daraus entwickelte er eines seiner bekanntesten Markenzeichen: Hitchcocks obligatorischer Cameo. Da das Publikum mit der Zeit immer weniger auf die Handlung achtete, als vielmehr auf Hitchcock lauerte, legte er in späteren Filmen diesen Running Gag möglichst weit an den Filmanfang.
In drei Filmen hatte Hitchcock keinen eigentlichen Cameo. In zwei von diesen Filmen trat er auf Fotos in Erscheinung: Das Rettungsboot spielt ausschließlich in einem kleinen Rettungsboot auf dem Meer. Er ist daher in einer zufällig im Boot liegenden Zeitung in einer Werbeanzeige für eine Diät auf einem „Vorher-Nachher-Foto“ zu sehen. Auch in Bei Anruf Mord war kein Auftritt möglich. Stattdessen taucht Hitchcock auf einem an der Wand hängenden Foto einer Wiedersehensfeier von College-Absolventen auf. In Der falsche Mann schließlich tritt er am Anfang des Films persönlich auf und spricht den Prolog. Dies ist gleichzeitig seine einzige Sprechrolle in einem seiner Kinofilme.
| Film                              | Auftritt/Rolle | Film                                     | Auftritt/Rolle |
| --------------------------------- | --- | ---------------------------------------- | --- |
| Der Mieter (1927)                 | Erst an einem Schreibtisch in einer Redaktion, dann eilt er, eine Mütze auf dem Kopf, auf den Hauptdarsteller Ivor Novello zu, als dieser mit Handschellen an einem Gitter hängt (nach 3 bzw. 66 Min.).        | Leichtlebig (1928)                       | Mit einem Gehstock hinter einem Tennisplatz (nach 15 Min.). |
| Erpressung (1929)                 | Liest in der U-Bahn eine Zeitung und wird dabei von einem Jungen gestört, der ihm den Hut über die Ohren zieht (nach 11 Min.).                                                                                 | Mord – Sir John greift ein! (1930)       | Geht im Gespräch mit einer Frau an dem Haus vorbei, in dem der Mord stattfand (nach 60 Min.). |
| Der Mann, der zuviel wußte (1934) | Überquert die Straße in einem Regenmantel (nach 33 Min.). | Die 39 Stufen (1935)                     | Geht über den Gehsteig und wirft eine Kaugummipackung weg, während Robert Donat und Lucie Mannheim fluchtartig das Theater verlassen (nach 6 Min.). |
| Sabotage (1936)                   | Geht an einem Kino vorbei (nach 9 Min.). | Jung und unschuldig (1937)               | Vor dem Gerichtsgebäude mit einer Kamera in der Hand (nach 15 Min.). |
| Eine Dame verschwindet (1938)     | In der Londoner Victoria Station geht er mit dunklem Mantel und einer Zigarette hastig auf den Bahnsteig (nach 90 Min.).                                                                                       | Rebecca (1940)                           | Geht hinter George Sanders vorbei, als dieser neben einer Telefonzelle mit einem Polizisten diskutiert (nach 123 Min.). |
| Der Auslandskorrespondent (1940)  | Mit Mantel, Hut und Tageszeitung, kurz nachdem Joel McCrea sein Hotel verlassen hat (nach 11 Min.). | Verdacht (1941)                          | An einem Briefkasten (nach 47 Min.) |
| Mr. und Mrs. Smith (1941)         | Auf der Straße geht er an Robert Montgomery vorbei (nach 41 Min.). | Saboteure (1942)                         | Steht links vor dem Schaufenster eines Drugstore, als das Auto des Saboteurs dort anhält (nach 61 Min.). |
| Im Schatten des Zweifels (1943)   | Hat beim Kartenspiel im Zug nach Santa Rosa ein „Full House“ (nach 17 Min.). | Ich kämpfe um dich (1945)                | Kommt aus dem Fahrstuhl im Hotel Empire mit einem Geigenkasten und einer Zigarette (nach 36 Min.). |
| Berüchtigt (1946)                 | Auf der Party in Rains Wohnung; leert Champagnerglas in einem Zug und verschwindet dann (nach 60 Min.). | Der Fall Paradin (1947)                  | Kommt an der Cumberland Station aus dem Zug mit einem Cellokasten in der Hand (nach 36 Min.). |
| Cocktail für eine Leiche (1948)   | Geht unmittelbar nach dem Vorspann zusammen mit einer Frau auf dem Bürgersteig. Stilisiert im Hintergrund als rot blinkende Leuchtreklame mit seinem Kopfprofil (nach 52 Min.).                                | Sklavin des Herzens (1949)               | Er ist auf dem Empfang des Gouverneurs mit blauem Mantel und braunem Hut zu sehen, außerdem später auf der Treppe im Regierungspalast (nach 3 bzw. 14 Min.). |
| Die rote Lola (1949)              | Dreht sich nach Jane Wyman um, die sich gerade als Marlene Dietrichs Dienstmädchen verkleidet hat (nach 38 Min.).                                                                                              | Der Fremde im Zug (1951)                 | Steigt mit einem Kontrabass in einen Zug, als Farley Granger den Zug in Metcalf verlässt. (nach 10 Min.). Als Guy und seine Freundin in einem Museum überraschenderweise auf Bruno treffen, läuft im Hintergrund Hitchcock mit einem Buch durch den Saal (nach 44 min). |
| Ich beichte (1953)                | Geht am oberen Rand an einer langen Treppe vorbei (nach 2 Min.). | Das Fenster zum Hof (1954)               | Zieht im Apartment des Musikers eine Uhr auf (nach 25 Min.). |
| Immer Ärger mit Harry (1955)      | Bei der Ausstellung von John Forsythe (in jener Szene, in der der spätere Bilder-Käufer eingeführt wird) überquert er hinter einer parkenden Limousine die Straße (nach 21 Min.).                              | Über den Dächern von Nizza (1955)        | Er sitzt neben John Robie (Cary Grant) im Bus (nach 10 Min.). |
| Der Mann, der zuviel wußte (1956) | Mit dem Rücken zur Kamera auf dem Markt in Marrakesch, bei dem Akrobaten, kurz vor dem Mord (nach 25 Min.). | Vertigo – Aus dem Reich der Toten (1958) | In der Nähe des Büros von Gavin Elster, der die Beschattung seiner Frau in Auftrag gibt, überquert er in einem grauen Anzug mit einem Flügelhornkoffer eine Straße und geht in eine Werft (nach 10 Min.).                                                               |
| Der unsichtbare Dritte (1959)     | Läuft auf einen Bus zu, dessen Tür sich vor seiner Nase schließt (nach 2 Min.). | Psycho (1960)                            | Er steht, vom Inneren von Marions Büro aus sichtbar, auf der Straße und trägt einen Cowboyhut (nach 6 Min.). |
| Die Vögel (1963)                  | Verlässt die Tierhandlung mit zwei weißen Terriern in dem Moment, in dem Tippi Hedren eintritt (nach 2 Min.).                                                                                                  | Marnie (1964)                            | Verlässt ein Hotelzimmer und schaut anschließend in Richtung der Kamera (nach 5 Min.). |
| Der zerrissene Vorhang (1966)     | Sitzt mit einem Baby auf dem Schoß im Hotelfoyer (nach 8 Min.). | Topas (1969)                             | Am La-Guardia-Flughafen in New York steht er aus einem Rollstuhl auf und begrüßt jemanden (nach 28 Min.). |
| Frenzy (1972)                     | Unter den Zuhörern der Rede zur Reinhaltung der Themse, er applaudiert als einziger nicht (nach 3 Min.). Als nach dem Leichenfund gleich darauf ein Mann von Jack the Ripper erzählt, steht Hitchcock daneben. | Familiengrab (1976)                      | In seinem letzten Film sieht man seine Silhouette hinter der Milchglasscheibe einer Türe mit der Aufschrift: „Registratur für Geburten und Sterbefälle“ (nach 38 Min.).                                                                                                 |

### Trailer
Während von den Filmgesellschaften üblicherweise für die Vermarktung eigene Abteilungen oder externe Agenturen beauftragt werden, trugen bei Hitchcocks Filmen die Werbekampagnen deutlich die Handschrift des Regisseurs. Seine Kino-Trailer waren häufig nicht nur Zusammenschnitte des angekündigten Films: Mit steigendem Wiedererkennungswert seiner Person stellte Hitchcock in der Rolle eines „Master of Ceremony“ seine eigenen Filme vor und führte den Zuschauer humorvoll durch die Kulissen. Oftmals sprach er auch die deutschsprachigen Trailer selbst ein.

### Fernsehen
Auf den Rat seines Agenten Lew Wasserman hin stieg Hitchcock 1955 in das Fernsehgeschäft ein. Hitchcock gründete die Fernsehproduktionsfirma Shamley Productions und produzierte bis 1965 seine eigene wöchentliche Fernsehserie. Am Anfang vieler Folgen begrüßte Hitchcock das Publikum, indem er mit ungerührter Miene makabre Ansagetexte sprach. Die Moderationen, die ihn zu einer nationalen Berühmtheit machten, wurden von dem Bühnenautor James D. Allardice verfasst, der fortan bis zu seinem Tod 1966 für Hitchcock auch als Redenschreiber arbeitete. Als Titelmusik für die Serie Alfred Hitchcock Presents verwendete Hitchcock das Hauptthema von Charles Gounods Marche funèbre d’une marionette (Trauermarsch einer Marionette), das sich im Weiteren zu einer Erkennungsmelodie für Hitchcocks Öffentlichkeitsarbeit entwickelte.

### Bücher und Zeitschriften
1956 schloss Hitchcock einen Lizenzvertrag mit HSD Publications ab, der die Überlassung seines Namens für das Krimi-Magazin Alfred Hitchcock’s Mystery Magazine zum Inhalt hatte. Die Zeitschrift enthält Mystery- und Kriminalgeschichten, Buchrezensionen und Rätsel und erscheint noch heute. Einführungen und Vorworte, die mit seinem Namen unterschrieben waren, wurden stets von Ghostwritern verfasst.
Von 1964 bis 1987 erschien in den USA die Jugend-Krimi-Reihe „The Three Investigators“, auf Deutsch seit 1968 Die drei ???. Der Journalist und Autor Robert Arthur kannte Alfred Hitchcock persönlich und bat ihn, seinen Namen zur Vermarktung dieser geplanten Buchreihe verwenden zu dürfen. Schließlich baute er die Figur „Alfred Hitchcock“ in die Handlung ein. Anders als in Europa hielt sich der Erfolg der Bücher in den USA in Grenzen. In Deutschland, wo die Bücher besonders populär waren, entstand die gleichnamige Hörspielreihe. Durch diese bis heute erfolgreichste Hörspielproduktion der Welt wurde der Name Hitchcock auch bei vielen bekannt, die mit seinem filmischen Schaffen nicht vertraut waren.

## Wirkung
Viele Elemente aus seinem Werk sind inzwischen in das Standardrepertoire des Kinos eingegangen, ohne dass sie noch bewusst oder direkt mit Hitchcock in Verbindung gebracht werden, insbesondere der Einsatz von Suspense als spannungserzeugendem Mittel oder die Verwendung von MacGuffins als handlungsvorantreibendes Element. Darüber hinaus gibt es seit den 1940er Jahren unzählige Beispiele für Thriller oder Dramen, teils von sehr namhaften Regisseuren, in denen typische Motive Hitchcocks oder seine Stilelemente bewusst kopiert oder variiert werden. Manche dieser Filme sind als Hommage des jeweiligen Regisseurs an Hitchcock zu verstehen, in anderen Fällen wurde Hitchcocks Stil übernommen, da er sich als erfolgreich und wirksam erwiesen hat.

### USA
Insbesondere Hitchcocks Erfolgsfilme aus den 1950ern bis Anfang der 1960er Jahre inspirierten in den Folgejahren Hollywood-Produktionen, die inhaltlich oder stilistisch oft mit Hitchcock in Verbindung gebracht werden.
Zu den vielen Hollywood-Regisseuren, die Alfred Hitchcock mehr oder weniger direkt beeinflusste, zählt Brian De Palma, der mit vielen Verweisen und Zitaten auf Hitchcocks Werk arbeitet. Überdies übernahm er in einigen Filmen Grundstrukturen aus dessen Filmen. So entwickelt er in Dressed to Kill (1980) das Grundmotiv aus Psycho weiter und zitiert aus weiteren Hitchcock-Filmen. 1976 lehnte sich Schwarzer Engel stark an Vertigo an. 1984 spielt de Palma in Der Tod kommt zweimal mit eindeutigen Bezügen auf Das Fenster zum Hof und Vertigo.
Auch wenn Steven Spielberg selten direkt stilistische Motive kopiert oder adaptiert und nur wenige seiner Filme thematische Parallelen aufzeigen, erinnert Der weiße Hai (1975) in Spannungsaufbau und Dramaturgie an Die Vögel und ist die Indiana-Jones-Filmreihe (1981–1989) stark von Der unsichtbare Dritte (1959) beeinflusst. Auch ein Film wie Schindlers Liste (1993) wäre in dieser Form ohne den Einfluss Hitchcocks nicht möglich gewesen. Der von Hitchcocks Kameramann Irmin Roberts entwickelte Vertigo-Effekt wird bisweilen auch als „Jaws Effect“ bezeichnet, da Spielberg diese relativ schwierig umzusetzende Kameraeinstellung im Weißen Hai (Originaltitel: Jaws) als einer der ersten prominenten Regisseure 16 Jahre nach Vertigo einsetzte. Inzwischen gehört dieser emotional sehr wirkungsvolle Kameratrick zum Standardrepertoire des Hollywood-Kinos.
Weitere amerikanische Regisseure, die erkennbar von Hitchcock beeinflusst wurden oder sich auf dessen Werk berufen, sind John Carpenter, David Fincher, David Mamet, Quentin Tarantino, Martin Scorsese, David Lynch und M. Night Shyamalan.

### Frankreich
Bereits seit Mitte der 1950er Jahre war Hitchcock insbesondere in Frankreich bei den Vertretern der Nouvelle Vague hoch angesehen. 1957 veröffentlichten die damaligen Filmkritiker und späteren Regisseure Éric Rohmer und Claude Chabrol das erste Buch über ihn. 1956 erschien ein Sonderheft der Cahiers du cinéma, das maßgeblich zu Hitchcocks Popularität in Frankreich beitrug. Als er im Mai 1960 zu einem Filmfestival reiste, das die Cinémathèque française ihm zu Ehren in Paris abhielt, wurde er von Dutzenden jungen Filmemachern frenetisch gefeiert. Die internationale Ausgabe der Herald Tribune schrieb, dass Hitchcock in dieser Woche „das Idol der französischen Avantgarde geworden“ sei.
Im August 1962 gab Hitchcock dem damals dreißigjährigen französischen Filmkritiker und Regisseur François Truffaut ein fünfzigstündiges Interview. Truffaut befragte Hitchcock chronologisch zu dessen bisherigen achtundvierzig Filmen. Das Interview erschien 1966 als Mr. Hitchcock, wie haben Sie das gemacht? in Buchform und gilt als Standardwerk der Filmliteratur. Einzelne Filme Truffauts zeigen den Einfluss Hitchcocks deutlich, etwa Die Braut trug schwarz (1968) oder Das Geheimnis der falschen Braut (1969), die Geschichte eines Mannes, der einer Betrügerin und Mörderin verfällt und auch nicht von ihr lassen kann, als sie ihn zu töten versucht. Der Film ist stark von verschiedenen inhaltlichen und stilistischen Motiven aus Vertigo, Marnie und Verdacht beeinflusst. Sein letzter Film Auf Liebe und Tod (1983), in dem ein unschuldiger Mann eines Mordes beschuldigt wird, ist voll von hitchcockschen Motiven und Anspielungen auf dessen Werk. Weitere Filme, die Truffaut selbst in der Tradition Hitchcocks sah, waren Die süße Haut und Fahrenheit 451. 1968/69 besetzte Hitchcock die bevorzugte Schauspielerin Truffauts, Claude Jade, für seinen Film Topas.
In vielen Filmen von Claude Chabrol wird eine scheinbar heile bürgerliche Welt angegriffen und durcheinandergebracht. Die hitchcockschen Hauptmotive der Schuldübertragung sowie der doppelten oder der gespaltenen Persönlichkeit tauchen bei Chabrol immer wieder auf. Einige Beispiele sind Schrei, wenn du kannst (1959), Das Auge des Bösen (1962), Der Schlachter (1970) und Masken (1987). Neben Chabrol und Truffaut haben sich in Frankreich unter anderen auch Henri-Georges Clouzot und René Clément des hitchcockschen Repertoires bedient.

### Übriges Europa
Außerhalb Frankreichs war in Europa der unmittelbare Einfluss Hitchcocks auf andere Filmemacher deutlich geringer. Einige europäische oder europäischstämmige Regisseure haben jedoch einzelne Filme gedreht, denen eine Stilverwandtschaft anzuerkennen ist oder die unmittelbar als Hommage an Hitchcock gedacht sind, zum Beispiel Ministerium der Angst von Fritz Lang (1943), Der dritte Mann von Carol Reed (1949), Zeugin der Anklage von Billy Wilder (1957), Frantic von Roman Polański (1988) und Schatten der Vergangenheit von Kenneth Branagh (1991).

## Filmografie
Alle Filme, an denen Hitchcock beteiligt war, in der Reihenfolge ihrer Produktion:
- Jahr: das Jahr der Uraufführung, bei nicht oder erst später aufgeführten Filmen das letzte Produktionsjahr
- Beteiligung: R = Regie; (R) = Hitchcock drehte als Regisseur nur einzelne Szenen und wird im Abspann nicht genannt; R (TV) = Regiearbeiten für das Fernsehen;
 B = Buch (nur bei namentlicher Nennung; Hitchcock arbeitete jedoch an fast allen Drehbüchern seiner Filme mit und lieferte in vielen Fällen Szenen oder einzelne Dialoge);
 P = Produktion; D = Darsteller (Statist); TA = Treatment Advisor; TD = Titel-Designer; RA = Regie-Assistent; AD = Art Director; * = ohne namentliche Nennung
- Nr.: Position in den 53 von Hitchcock selbst inszenierten Spielfilmen
- Uraufführung: für die Kinofilme nach der Internet Movie Database, für die Fernsehfilme nach Donald Spoto

### 1920–1925
(Stummfilme; in Schwarzweiß)
| Jahr          | Land | Beteiligung    | Nr. | Titel (Anmerkungen) | Uraufführung                                  |
| ------------- | ---- | -------------- | --- | --- | --------------------------------------------- |
| 1920 bis 1922 | GB   | TD             | –   | The Great Day, The Call of Youth (Kurzfilme; Regie bei beiden: Hugh Ford); Appearances, The Princess of New York, The Bonnie Brier Bush, Tell Your Children* (Regie bei allen: Donald Crisp); The Mystery Road, Dangerous Lies (Regie: Paul Powell); Three Live Ghosts, The Man from Home (Regie: George Fitzmaurice); Love’s Boomerang, The Spanish Jade (Regie: John S. Robertson; alle Filme aus dieser Phase sind verschollen) | März 1921 bis April 1922 * = nicht aufgeführt |
| 1923          | GB   | (R)            | –   | Always Tell Your Wife (Kurzfilm; Hitchcock drehte den Film zusammen mit dem Autor Seymour Hicks für den gefeuerten Regisseur Hugh Croise zu Ende) | Februar 1923                                  |
| 1923          | GB   | B, RA, AD      | –   | Weib gegen Weib (Woman to Woman; Regie: Graham Cutts; verschollen) | 12. November 1923                             |
| 1923          | GB   | B, RA, AD      | –   | The White Shadow (Regie: Graham Cutts) | 15. Februar 1924                              |
| 1924          | GB   | B, RA, AD      | –   | Ehe in Gefahr (The Passionate Adventure; Regie: Graham Cutts) | 14. August 1924                               |
| 1925          | GB   | B, RA, AD      | –   | Seine zweite Frau (The Prude’s Fall; Regie: Graham Cutts) | 23. November 1925                             |
| 1925          | D/GB | B, (R), RA, AD | –   | Die Prinzessin und der Geiger (The Blackguard; Regie: Graham Cutts) | 4. September 1925                             |

### 1925–1939
(bis einschließlich Nr. 9 Stummfilme, ab Nr. 10 Tonfilme; alle Filme in Schwarzweiß)
| Jahr | Land | Beteiligung | Nr.  | Titel (Anmerkungen) | Uraufführung                           |
| ---- | ---- | ----------- | ---- | --- | -------------------------------------- |
| 1925 | D/GB | R           | 1    | Irrgarten der Leidenschaft (The Pleasure Garden) | 3. November 1925 (D) 1. März 1926 (GB) |
| 1926 | D/GB | R           | 2    | Der Bergadler (The Mountain Eagle; verschollen) | Mai 1926 (D) Oktober 1926 (GB)         |
| 1927 | GB   | R, B*, D*   | 3    | Der Mieter (The Lodger) | 14. Februar 1927                       |
| 1927 | GB   | R           | 4    | Abwärts (Downhill) | 24. Oktober 1927                       |
| 1927 | GB   | R, D*       | 5    | Leichtlebig (Easy Virtue) (wurde vor Der Weltmeister gedreht, jedoch danach veröffentlicht) | 5. März 1928                           |
| 1927 | GB   | R, B        | 6    | Der Weltmeister (The Ring) | 1. Oktober 1927                        |
| 1928 | GB   | R, B*       | 7    | Die Frau des Farmers (The Farmer’s Wife) | 2. März 1928                           |
| 1928 | GB   | R, B        | 8    | Champagner (Champagne) | 20. August 1928                        |
| 1929 | GB   | R           | 9    | Der Mann von der Insel Man (The Manxman) | 6. Dezember 1929                       |
| 1929 | GB   | R, B, D*    | 10   | Erpressung (Blackmail; es existieren zwei unterschiedliche Fassungen des Films: eine Stummfilmfassung, die damals mangels technischer Ausstattung in den meisten Kinos gezeigt wurde, und eine Tonfassung, die heute in der Regel als Referenzfassung gilt) | 30. Juni 1929                          |
| 1930 | GB   | R, B        | 11   | Juno and the Paycock | 29. Juni 1930                          |
| 1930 | GB   | (R)         | –    | Elstree Calling (Hitchcock ist einer von insgesamt vier Regisseuren) | 1930                                   |
| 1930 | GB   | R           | –    | An Elastic Affair (An Elastic Affair, Kurzfilm, verschollen) | Februar 1930                           |
| 1930 | GB   | R, B, D*    | 12   | Mord – Sir John greift ein! (Murder!) | 31. Juli 1930                          |
| 1930 | D/GB | R, B        | (12) | Mary (deutsche Version von Murder!, am selben Set gleichzeitig mit deutschen Schauspielern gedreht, deshalb laut Literatur nicht als separater Film geführt)                                                                                                | 2. März 1931                           |
| 1931 | GB   | R, B        | 13   | Bis aufs Messer (The Skin Game) | 26. Dezember 1931                      |
| 1931 | GB   | R, B        | 14   | Nummer siebzehn (Number Seventeen; wurde vor Endlich sind wir reich gedreht, jedoch danach veröffentlicht) | 18. Juli 1932                          |
| 1931 | GB   | R, B        | 15   | Endlich sind wir reich (Rich and Strange) | 10. Dezember 1931                      |
| 1932 | GB   | P           | –    | Lord Camber’s Ladies (Regie: Benn W. Levy) | 28. Oktober 1932                       |
| 1933 | GB   | R           | 16   | Waltzes from Vienna | März 1934                              |
| 1934 | GB   | R, D*       | 17   | Der Mann, der zuviel wußte (The Man Who Knew Too Much) | 9. Dezember 1934                       |
| 1935 | GB   | R, D*       | 18   | Die 39 Stufen (The 39 Steps) | 6. Juni 1935                           |
| 1936 | GB   | R           | 19   | Geheimagent (Secret Agent) | Mai 1936                               |
| 1936 | GB   | R, D*       | 20   | Sabotage (Sabotage) | 2. Dezember 1936                       |
| 1937 | GB   | R, D*       | 21   | Jung und unschuldig (Young and Innocent) | November 1937                          |
| 1938 | GB   | R, D*       | 22   | Eine Dame verschwindet (The Lady Vanishes) | 1. November 1938                       |
| 1939 | GB   | R           | 23   | Riff-Piraten Alternativtitel: Die Taverne von Jamaika (Jamaica Inn) | 15. Mai 1939                           |

### 1940–1947
(alle Filme in Schwarzweiß)
| Jahr | Land | Beteiligung | Nr. | Titel (Anmerkungen) | Uraufführung      |
| ---- | ---- | ----------- | --- | --- | ----------------- |
| 1940 | USA  | (R)         | –   | The House Across the Bay (Regie: Archie Mayo; Hitchcock drehte auf Bitten des Produzenten Walter Wanger nur einzelne Szenen) | 1. März 1940      |
| 1940 | USA  | R, D*       | 24  | Rebecca (Rebecca) | 27. März 1940     |
| 1940 | USA  | R, D*       | 25  | Der Auslandskorrespondent, auch Mord (Foreign Correspondent) | 16. August 1940   |
| 1941 | USA  | R, D*       | 26  | Mr. und Mrs. Smith (Mr. & Mrs. Smith) | 31. Januar 1941   |
| 1941 | USA  | P, R, D*    | 27  | Verdacht (Suspicion) | 14. November 1941 |
| 1942 | USA  | R, B*, D*   | 28  | Saboteure (Saboteur) | 22. April 1942    |
| 1943 | USA  | R, D*       | 29  | Im Schatten des Zweifels (Shadow of a Doubt) | 12. Januar 1943   |
| 1943 | USA  | B*          | –   | Auf ewig und drei Tage (Forever and a Day; Hitchcock schrieb nur eine Szene, die dann von René Clair gedreht wurde) | 21. Januar 1943   |
| 1944 | GB   | R           | –   | Gute Reise (Bon Voyage; Kurzfilm, der damals in Frankreich, jedoch nicht in England lief) | Ende 1944         |
| 1944 | GB   | R           | –   | Landung auf Madagaskar Aventure Malgache (Aventure malgache; Kurzfilm, der damals nie öffentlich gezeigt wurde und erst Jahrzehnte später in die Kinos und ins Fernsehen kam)                                                                              | später            |
| 1945 | GB   | TA          | –   | Memory of the Camps – Night Will Fall – German Concentration Camps Factual Survey (Regie: Sidney Bernstein; Dokumentarfilm über die Befreiung der deutschen Konzentrationslager, erstmals 1985 im Rahmen der US-TV-Dokumentarreihe Frontline ausgestrahlt) | 7. Mai 1985       |
| 1944 | USA  | R           | 30  | Das Rettungsboot (Lifeboat) | 14. Januar 1944   |
| 1945 | USA  | (R)         | –   | Watchtower Over Tomorrow (15-minütiger Dokumentar-Kurzfilm; Hitchcock war einer von vier Regisseuren) | 29. März 1945     |
| 1945 | USA  | R, D*       | 31  | Ich kämpfe um dich (Spellbound) | 31. Oktober 1945  |
| 1946 | USA  | P, R, D*    | 32  | Berüchtigt, auch Weißes Gift (Notorious) | 15. August 1946   |
| 1947 | USA  | R, D*       | 33  | Der Fall Paradin, auch Schuldig oder nicht Schuldig? (The Paradine Case) | 31. Dezember 1947 |

In diese Phase fällt auch Hitchcocks einzige Mitarbeit an einem längeren Dokumentarfilm (German Concentration Camps Factual Survey) von Mai bis Juli 1945 in London. Er hat dies später im Interview als seinen Beitrag zum Krieg bezeichnet. Der Film wurde nicht fertiggestellt.

### 1948–1957
(Filme Nr. 35, 36, 37, 38 und 44 in Schwarzweiß, alle anderen in Farbe)
| Jahr | Land   | Beteiligung | Nr. | Titel (Anmerkungen)                                                                                            | Uraufführung       |
| ---- | ------ | ----------- | --- | --- | ------------------ |
| 1948 | USA    | P, R, D*    | 34  | Cocktail für eine Leiche (Rope)                                                                                | 23. August 1948    |
| 1949 | GB     | P, R, D*    | 35  | Sklavin des Herzens (Under Capricorn)                                                                          | 8. September 1949  |
| 1950 | GB/USA | P, R, D*    | 36  | Die rote Lola (Stage Fright)                                                                                   | 23. Februar 1950   |
| 1951 | USA    | P, R, D*    | 37  | Der Fremde im Zug, auch Verschwörung im Nordexpress (Strangers on a Train)                                     | 30. Juni 1951      |
| 1953 | USA    | P, R, D*    | 38  | Ich beichte, auch Zum Schweigen verurteilt (I Confess)                                                         | 22. März 1953      |
| 1954 | USA    | P, R        | 39  | Bei Anruf Mord (Dial M for Murder)                                                                             | 29. Mai 1954       |
| 1954 | USA    | P, R, D*    | 40  | Das Fenster zum Hof (Rear Window)                                                                              | 4. August 1954     |
| 1955 | USA    | P, R, D*    | 41  | Über den Dächern von Nizza (To Catch a Thief)                                                                  | 5. August 1955     |
| 1955 | USA    | R (TV)      | –   | Alfred Hitchcock Presents: Rache (Revenge)                                                                     | 2. Oktober 1955    |
| 1955 | USA    | P, R, D*    | 42  | Immer Ärger mit Harry (The Trouble with Harry)                                                                 | 3. Oktober 1955    |
| 1955 | USA    | R (TV)      | –   | Alfred Hitchcock Presents: Zusammenbruch, auch Scheintot (Breakdown)                                           | 13. November 1955  |
| 1955 | USA    | R (TV)      | –   | Alfred Hitchcock Presents: Der Doppelgänger, oder auch Einen Doppelten für Mr. Pelham (The Case of Mr. Pelham) | 4. Dezember 1955   |
| 1956 | USA    | R (TV)      | –   | Alfred Hitchcock Presents: Maßarbeit (Back for Christmas)                                                      | 4. März 1956       |
| 1956 | USA    | P, R, D*    | 43  | Der Mann, der zuviel wußte (The Man Who Knew Too Much)                                                         | 30. April 1956     |
| 1956 | USA    | R (TV)      | –   | Alfred Hitchcock Presents: Nasser Samstag (Wet Saturday)                                                       | 30. September 1956 |
| 1956 | USA    | P, R, D*    | 44  | Der falsche Mann (The Wrong Man)                                                                               | 22. Dezember 1956  |
| 1956 | USA    | R (TV)      | –   | Alfred Hitchcock Presents: Mr. Blanchards Geheimnis, auch Der geheimnisvolle Nachbar (Mr. Blanchard’s Secret)  | 23. Dezember 1956  |
| 1957 | USA    | R (TV)      | –   | Alfred Hitchcock Presents: Die Leiche im Kofferraum, auch Nur noch eine Meile (One More Mile to Go)            | 7. April 1957      |
| 1957 | USA    | R (TV)      | –   | Suspicion: Die Bombe im Keller, auch Die Bombe tickt (Four O’Clock)                                            | 30. September 1957 |
| 1957 | USA    | R (TV)      | –   | Alfred Hitchcock Presents: Das perfekte Verbrechen (The Perfect Crime)                                         | 20. Oktober 1957   |

Zwischen 1955 und 1965 trat der Regisseur in insgesamt 360 Folgen der Fernsehserien Alfred Hitchcock Presents (267 Folgen) und The Alfred Hitchcock Hour (93 Folgen) in der Rolle des Gastgebers auf.

### 1958–1964
(Film Nr. 47 in Schwarzweiß, alle anderen in Farbe)
| Jahr | Land | Beteiligung | Nr. | Titel (Anmerkungen)                                                                             | Uraufführung       |
| ---- | ---- | ----------- | --- | ----------------------------------------------------------------------------------------------- | ------------------ |
| 1958 | USA  | R (TV)      | –   | Alfred Hitchcock Presents: Mordwaffe: Lammkeule (Lamb to the Slaughter)                         | 13. April 1958     |
| 1958 | USA  | P, R, D*    | 45  | Vertigo – Aus dem Reich der Toten (Vertigo)                                                     | 9. Mai 1958        |
| 1958 | USA  | R (TV)      | -   | Alfred Hitchcock Presents: Ein Sprung in den Teich, auch Ein riskanter Sprung (Dip in the Pool) | 14. September 1958 |
| 1958 | USA  | R (TV)      | –   | Alfred Hitchcock Presents: Die Schlange im Bett (Poison)                                        | 5. Oktober 1958    |
| 1959 | USA  | R (TV)      | –   | Alfred Hitchcock Presents: Banquo’s Chair                                                       | 3. Mai 1959        |
| 1959 | USA  | P, R, D*    | 46  | Der unsichtbare Dritte (North by Northwest)                                                     | 28. Juli 1959      |
| 1959 | USA  | R (TV)      | –   | Alfred Hitchcock Presents: Ein Fressen für die Hühner (Arthur)                                  | 27. September 1959 |
| 1959 | USA  | R (TV)      | –   | Alfred Hitchcock Presents: Der Kristallgraben (The Crystal Trench)                              | 4. Oktober 1959    |
| 1960 | USA  | R (TV)      | –   | Ford Startime: Zwischenfall an der Ecke (Incident at a Corner)                                  | 5. April 1960      |
| 1960 | USA  | P, R, D*    | 47  | Psycho (Psycho)                                                                                 | 16. Juni 1960      |
| 1960 | USA  | R (TV)      | –   | Alfred Hitchcock Presents: Treue um Treue (Mrs. Bixby and the Colonel’s Coat)                   | 27. September 1960 |
| 1961 | USA  | R (TV)      | –   | Alfred Hitchcock Presents: Der Pferdewetter (The Horseplayer)                                   | 14. Januar 1961    |
| 1961 | USA  | R (TV)      | –   | Alfred Hitchcock Presents: Peng! Du bist tot! (Bang! You’re Dead)                               | 17. Oktober 1961   |
| 1962 | USA  | R (TV)      | –   | The Alfred Hitchcock Hour: Der letzte Zeuge (I Saw the Whole Thing)                             | 11. Oktober 1962   |
| 1963 | USA  | P, R, D*    | 48  | Die Vögel (The Birds)                                                                           | 28. März 1963      |
| 1964 | USA  | P, R, D*    | 49  | Marnie (Marnie)                                                                                 | 22. Juli 1964      |

### 1966–1976
(alle Filme in Farbe)
| Jahr | Land | Beteiligung | Nr. | Titel (Anmerkungen)                   | Uraufführung      |
| ---- | ---- | ----------- | --- | ------------------------------------- | ----------------- |
| 1966 | USA  | P, R, D*    | 50  | Der zerrissene Vorhang (Torn Curtain) | 14. Juli 1966     |
| 1969 | USA  | P, R, D*    | 51  | Topas (Topaz)                         | 17. Dezember 1969 |
| 1972 | GB   | P, R, D*    | 52  | Frenzy (Frenzy)                       | 21. Juni 1972     |
| 1976 | USA  | P, R, D*    | 53  | Familiengrab (Family Plot)            | 9. April 1976     |

### Nicht realisierte Filmprojekte
| Jahr/e    | Titel                        | Anmerkungen |
| --------- | ---------------------------- | --- |
| 1922      | Number 13, auch Mrs. Peabody | Dies sollte Hitchcocks Regiedebüt sein, nachdem er zuvor an zwölf Filmen als Titel-Designer beteiligt war, jedoch verhinderten erhebliche Budgetprobleme die Fortsetzung des Drehs, nachdem nur wenige Szenen gedreht worden waren. |
| 1933–1934 | Forbidden Territory          | Der britische Schriftsteller Dennis Wheatley war am Set vieler früher Hitchcock-Filme zu Gast gewesen, und als sein Roman The Forbidden Territory im Januar 1933 veröffentlicht wurde, überreichte er dem Regisseur eine Kopie. Hitchcock genoss das Buch so sehr, dass er einen Film daraus machen wollte, aber er war gerade dabei, in die Gaumont-British Studios zu ziehen, um für Michael Balcon zu arbeiten. Er bat Wheatley, an den Rechten festzuhalten, bis er seinen neuen Arbeitgeber überreden konnte. Als die Zeit gekommen war, war Balcon jedoch nicht interessiert und bestand stattdessen darauf, dass Hitchcock das Musical Waltzes from Vienna inszenierte. Hitchcock wandte sich dann an den US-amerikanischen Produzenten Richard Wainwright. Der ehemalige Leiter der UFA in Deutschland, der erst kürzlich nach Großbritannien gezogen war, wollte unbedingt ein vielversprechendes Thema für seinen ersten britischen Film aufgreifen und kaufte sofort die Rechte. Er bat Hitchcock, Regie zu führen, jedoch war Balcon damit nicht einverstanden, da er mit der Produktion von Der Mann, der zuviel wusste beginnen wollte. Wainwright hatte somit keine andere Wahl, als ohne ihn fortzufahren, und legte den Film in die Hände des deutsch-amerikanischen Regisseurs Philip Rosen. |
| 1939–1942 | Greenmantle                  | Hitchcock wollte unbedingt eine Fortsetzung von Die 39 Stufen inszenieren, und er hielt die Novelle Greenmantle von John Buchan für eine angemessene und passende Literaturvorlage. Er schlug bereits vor, Cary Grant und Ingrid Bergman die Hauptrollen spielen zu lassen, jedoch erwiesen sich die Rechte als zu teuer. |
| 1939      | Titanic                      | Hitchcock gab in einem Interview mit einem britischen Filmjournal kurz vor seiner Abreise nach Hollywood bekannt, dass er hoffe, einen Film über das tragische Unglück der Titanic zu drehen, da er sehr daran interessiert sei. Das Titanic-Projekt wurde hingeworfen und stattdessen drehte er Rebecca. |
| 1945–1949 | Hamlet                       | In den späten 1940er-Jahren hatte Hitchcock Pläne, eine modernisierte Version der Shakespeare-Geschichte zu drehen. Seine Vision war ein „psychologisches Melodram“ mit Cary Grant in der Hauptrolle. Das Projekt wurde ausrangiert, als Hitchcock von einer möglichen Klage eines Professors erfuhr, der bereits eine moderne Version von Hamlet geschrieben hatte. |
| 1951–1953 | The Bramble Bush             | The Bramble Bush wäre eine Adaption eines Romans aus dem Jahre 1948 von David Duncan über einen unzufriedenen kommunistischen Agitator gewesen, der auf der Flucht vor der Polizei gezwungen ist, die Identität eines Mordverdächtigen anzunehmen. Die Geschichte würde angepasst, um in Mexiko und San Francisco zu spielen. Das Projekt, das ursprünglich nach Ich beichte (1953) als Transatlantic-Pictures-Warner-Bros-Produktion geplant war, hatte jedoch ein zu hohes Budget. Hitchcock drehte stattdessen Bei Anruf Mord (1954). Das Thema, dass der Held eine gefährliche neue Identität annimmt, wurde zum Kern des Drehbuchs für Der unsichtbare Dritte (1959). Michelangelo Antonionis Film Beruf: Reporter (1975) erzählt eine ähnliche Geschichte, basiert jedoch nicht auf Duncans Buch. Der 1960 veröffentlichte Film The Bramble Bush mit Richard Burton und Barbara Rush basiert auf einem Roman von Charles Mergendahl und hatte keine Beziehung zu Duncans Buch. |
| 1956      | Flamingo Feather             | Dies sollte eine Adaption von Laurens van der Posts Novelle über politische Intrigen im südlichen Afrika sein. James Stewart und Grace Kelly sollten die Hauptrollen übernehmen, die ein Konzentrationslager für kommunistische Agenten entdecken. Nach einer enttäuschenden Forschungsreise nach Südafrika, bei der Hitchcock zu dem Schluss kam, dass er Schwierigkeiten beim Filmen haben würde, verwarf Hitchcock das Projekt und drehte mit Stewart als Protagonisten Der Mann, der zuviel wusste (1956). |
| 1958–1961 | No Bail for the Judge        | No Bail for the Judge sollte eine Adaption eines Thriller-Romans von Henry Cecil über eine Londoner Rechtsanwältin sein, die mit Hilfe eines Gentleman-Diebes ihren Vater, einen Richter am High Court, verteidigen muss, der beschuldigt wird, eine Prostituierte ermordet zu haben. Audrey Hepburn sollte die Rechtsanwältin, Laurence Harvey den Dieb und John Williams den Vater des Hepburn-Charakters spielen. Einige Quellen, darunter das Schreiben mit Steven DeRosa, sagen aus, dass Hitchcock bereits im Sommer 1954 während der Dreharbeiten zu Über den Dächern von Nizza Interesse zeigte. Er hoffte, John Michael Hayes würde das Drehbuch schreiben wollen. Hepburn, die ein großer Bewunderer von Hitchcocks Werk war, wollte schon lange mit ihm zusammenarbeiten. Samuel A. Taylor (Vertigo und Topaz) hatte bereits das Drehbuch geschrieben, nachdem Ernest Lehman abgelehnt hatte, jedoch enthielt es eine Szene, in der sich die Heldin als Prostituierte verkleidet und einen Vergewaltiger abwehren muss, die nicht in dem ursprünglichen Roman vorkam. Hepburn verließ den Film, teilweise aufgrund der Vergewaltigungsszene, aber hauptsächlich wegen ihrer anstehenden Schwangerschaft. (Hepburn erlitt während der Dreharbeiten zu dem Film Denen man nicht vergibt aus dem Jahr 1960 eine Fehlgeburt und brachte erst im Juli 1960 einen Sohn zur Welt.) Hitchcock war der Meinung, dass das Projekt ohne Hepburn nicht den gleichen Reiz habe. |
| 1959      | The Wreck of the Mary Deare  | Hitchcock wurde von MGM beauftragt, die Verfilmung des gleichnamigen Romans von Hammond Innes zu übernehmen. Gary Cooper sollte die Hauptrolle spielen, da Hitchcock schon immer mit ihm zusammenarbeiten wollte. Ernest Lehman hatte bereits einige Wochen lang am Drehbuch gearbeitet, bevor das Studio begann, sich Sorgen zu machen, der Film würde sich in ein „langweiliges Gerichtsdrama“ entwickeln. Hitchcock konnte somit die Dreharbeiten zu Der unsichtbare Dritte beenden und so wurde der Film noch im selben Jahr in den Kinos gezeigt. Der Film wurde trotz der schwierigen Umstände verwirklicht und erschien in Deutschland unter dem Namen Die den Tod nicht fürchten. Das Drehbuch wurde von Eric Ambler geschrieben und Regie führte Michael Anderson. |
| 1960      | The Blind Man                | Nach Psycho tat sich Hitchcock wieder mit Ernest Lehman zusammen, um eine originelle Drehbuchidee zu entwickeln: Ein blinder Pianist, Jimmy Shearing (gespielt von James Stewart), erlangt sein Augenlicht wieder, nachdem er die Augen eines Verstorbenen erhalten hat. Als sich Shearing mit seiner Familie eine Wilder-Westen-Show im Disneyland ansieht, bekommt er Visionen, erschossen zu werden. Er stellt fest, dass der Verstorbene ermordet wurde und das Bild des Mörders immer noch auf der Netzhaut seiner Augen eingeprägt ist. Angeblich wollte Walt Disney Hitchcock allerdings nicht auf dem Disneyland drehen lassen. Stewart verließ das Projekt, Lehman und Hitchcock zerstritten sich, und so wurde das Projekt verworfen. Lehmans unvollendetes Drehbuch wurde später von Mark Gatiss als Hörspiel fertiggestellt und im Jahre 2015 auf BBC Radio 4 vorgestellt. |
| 1962      | Village of Stars             | Hitchcock kaufte die Rechte an dem 1960 erschienenen Roman von David Beaty (geschrieben unter dem Pseudonym Paul Stanton), nachdem das Projekt The Blind Man abgesagt worden war. Die Geschichte dreht sich um einen V-Bomber der Royal Air Force, die den Befehl erhalten hat, eine Atombombe abzuwerfen. Wieso das Projekt scheiterte, ist nicht bekannt. |
| 1963      | Trap for a Solitary Man      | Trap for a Solitary Man sollte von Hitchcock im Breitbildformat für 20th Century Fox inszeniert werden. Die Geschichte basiert auf dem französischsprachigen Stück Piege Pour un Homme Seul von M. Robert Thomas und dreht sich um ein junges Ehepaar im Urlaub in den Alpen. Die Frau verschwindet und nach längerer Suche findet die Polizei eine Person, die behauptet, die Frau des Mannes zu sein. Der Mann jedoch ist sich sicher, sie noch nie gesehen zu haben. Das Stück wurde später dreimal als Fernsehfilm adaptiert: Honeymoon With a Stranger (ABC, 1969), One of My Wives Is Missing (ABC, 1976) and Vanishing Act (CBS, 1986) |
| 1964      | Mary Rose                    | Hitchcock hatte sich lange gewünscht, J. M. Barries Stück Mary Rose zu verfilmen. Nachdem Hitchcock 1964 an Marnie gearbeitet hatte, bat er Jay Presson Allen, das Drehbuch zu schreiben. Hitchcock erzählte in Interviews später, dass sein Vertrag mit Universal es ihm ermöglichte, jeden Film zu drehen, solange er weniger als 3 Millionen Dollar kostete und es nicht Mary Rose war. Unabhängig davon, ob dies tatsächlich der Fall war, war Lew Wasserman nicht von dem Projekt begeistert. Hitchcock gab allerdings nie die Hoffnung auf, das Stück eines Tages zu verfilmen und als er im August 1971 nach Schottland reiste, kam erneut der Wunsch nach einer Verfilmung von Mary Rose auf. Er suchte in Schottland Studios, die bereit wären, jedoch wurde erneut nichts daraus. |
| 1964      | The Three Hostages           | Im Jahre 1964 las Hitchcock einen weiteren Richard-Hannay-Roman von John Buchan, The Three Hostages, an dem er sehr interessiert war. Wie bei Greenmantle vor einem Vierteljahrhundert waren die Rechte schwer zu bekommen. Die Geschichte, die in den 1930er-Jahren spielt, dreht sich um einen Bösewicht, dessen blinde Mutter den Helden hypnotisiert. In Interviews sagte Hitchcock später, dass er der Meinung sei, dass die Darstellung von Hypnose im Film nicht funktioniert habe und dass Filme, die diese Darstellung versuchten, nach seiner Meinung schlecht ausgefallen seien. 1977 strahlte die BBC eine 85-minütige Adaption von The Three Hostages unter der Regie von Clive Donner aus. |
| 1964–1967 | Frenzy (a.k.a. Kaleidoscope) | Obwohl Hitchcock 1972 einen Film namens Frenzy drehte, stammten der Titel dieses Films sowie einige Handlungspunkte von einer Idee, die Hitchcock bereits einige Jahre zuvor für ein Prequel zu Im Schatten des Zweifels hatte. Hitchcock wandte sich an viele Drehbuchautoren, darunter Samuel A. Taylor, Alec Coppel und Robert Bloch, engagierte jedoch am Ende einen alten Freund, Benn Levy, um seine skizzenhafte Idee zu konkretisieren. Die Geschichte (inspiriert von den englischen Serienmördern Neville Heath und John Haigh) hätte sich um einen jungen, gutaussehenden Bodybuilder gedreht, der junge Frauen in den Tod lockt. Die New Yorker Polizei stellt ihm eine Falle, und eine Polizistin gibt sich als potenzielles Opfer aus. Hitchcock zeigte sein Drehbuch seinem Freund François Truffaut. Obwohl Truffaut das Drehbuch bewunderte, kritisierte er, dass der Mörder im Gegensatz zu Psycho die Hauptfigur sei und alle Augen des Publikums auf sich habe. Universal legte schließlich ein Veto gegen den Film ein. |
| 1965      | R.R.R.R.                     | Hitchcock wandte sich an die italienischen Comedy-Thriller-Autoren Agenore Incrocci und Furio Scarpelli, die zusammen an Diebe haben’s schwer gearbeitet haben, um ein Drehbuch zu einer originellen Idee zu schreiben, die Hitchcock seit den späten 1930ern im Kopf hatte. Die Geschichte beleuchtet das Leben eines italienischen Einwanderers, der ein Hotel in New York City führt, aber nicht weiß, dass seine Familie das Hotel als Deckung für Verbrechen nutzt, einschließlich des Diebstahls einer wertvollen Münze, die einem Hotelgast gehörte. Die italienischen Drehbuchautoren hatten mit der Geschichte zu kämpfen und Universal Pictures war nicht begeistert von der Idee und überredete Hitchcock, sich einem anderen Thema zuzuwenden. |
| 1976–1979 | The Short Night              | Hitchcocks letztes, unvollendetes Projekt war The Short Night, eine Adaption des gleichnamigen Spionagethrillers von Ronald Kirkbride. Ein britischer Doppelagent (lose basierend auf George Blake) entkommt aus dem Gefängnis und flieht über Finnland nach Moskau, wo seine Frau und seine Kinder warten. Ein amerikanischer Agent – dessen Bruder eines der Opfer des Verräters war – reist nach Finnland, um ihn abzufangen, verliebt sich jedoch in die Frau. Es war Hitchcocks dritter Versuch – nach Der zerrissene Vorhang und Topaz – einen „realistischen Bond-Film“ zu produzieren. Clint Eastwood und Sean Connery kamen als mögliche männliche Hauptdarsteller, Liv Ullmann und Catherine Deneuve als die Frau des Doppelagenten infrage. Walter Matthau wurde für die Bösewichtrolle und Ed Lauter als einer von Matthaus Gefängniskollegen in Betracht gezogen. Als Drehbuchautor war zuerst James Costigan der Favorit, jedoch stritt er sich mit Hitchcock. Infolgedessen sollte Ernest Lehman an dem Drehbuch arbeiten, der wiederum der Meinung war, dass sich die Geschichte mehr auf den amerikanischen Spion konzentrieren sollte. Aufgrund dieser und anderer Differenzen, verließ auch Lehman das Projekt. Daraufhin nahm sich Hitchcock vor, das Schreiben des Drehbuchs selbst zu übernehmen und bat seinen alten Freund Norman Lloyd, ihm zu helfen. Lloyd war besorgt über Hitchcocks Gesundheitszustand, weshalb er dem Regisseur von dem Projekt abriet. Hitchcock suchte also weiterhin einen Drehbuchautor und Universal schlug David Freeman vor. Freeman war einverstanden und so schrieben die beiden zusammen das Drehbuch. Hitchcocks Gesundheitszustand wurde zunehmend schlechter und im Sommer 1979 hatte er Schwierigkeiten, ohne Stock zu gehen, weshalb Universal dazu gezwungen war, das Projekt zu stoppen. |

## Auszeichnungen
| Platz | Film                              |
| ----- | --------------------------------- |
| 2     | Vertigo – Aus dem Reich der Toten |
| 22    | Psycho                            |
| 41    | Das Fenster zum Hof               |
| 58    | Der unsichtbare Dritte            |
| 139   | Berüchtigt                        |
| 174   | Die Vögel                         |

| Platz 2012 | Platz 2022 | Film                              |
| ---------- | ---------- | --------------------------------- |
| 28         | 50         | Das Fenster zum Hof               |
| 30         | 32         | Psycho                            |
| 40         | 98         | Der unsichtbare Dritte            |
| 49         | 99         | Vertigo – Aus dem Reich der Toten |
| 124        | 230        | Rebecca                           |
| 136        | –          | Der Fremde im Zug                 |
| 151        | –          | Berüchtigt                        |
| 174        | 163        | Bei Anruf Mord                    |
| 205        | –          | Cocktail für eine Leiche          |
| 229        | –          | Im Schatten des Zweifels          |

| Platz | Film                              |
| ----- | --------------------------------- |
| 49    | Das Fenster zum Hof               |
| 60    | Psycho                            |
| 160   | Vertigo – Aus dem Reich der Toten |

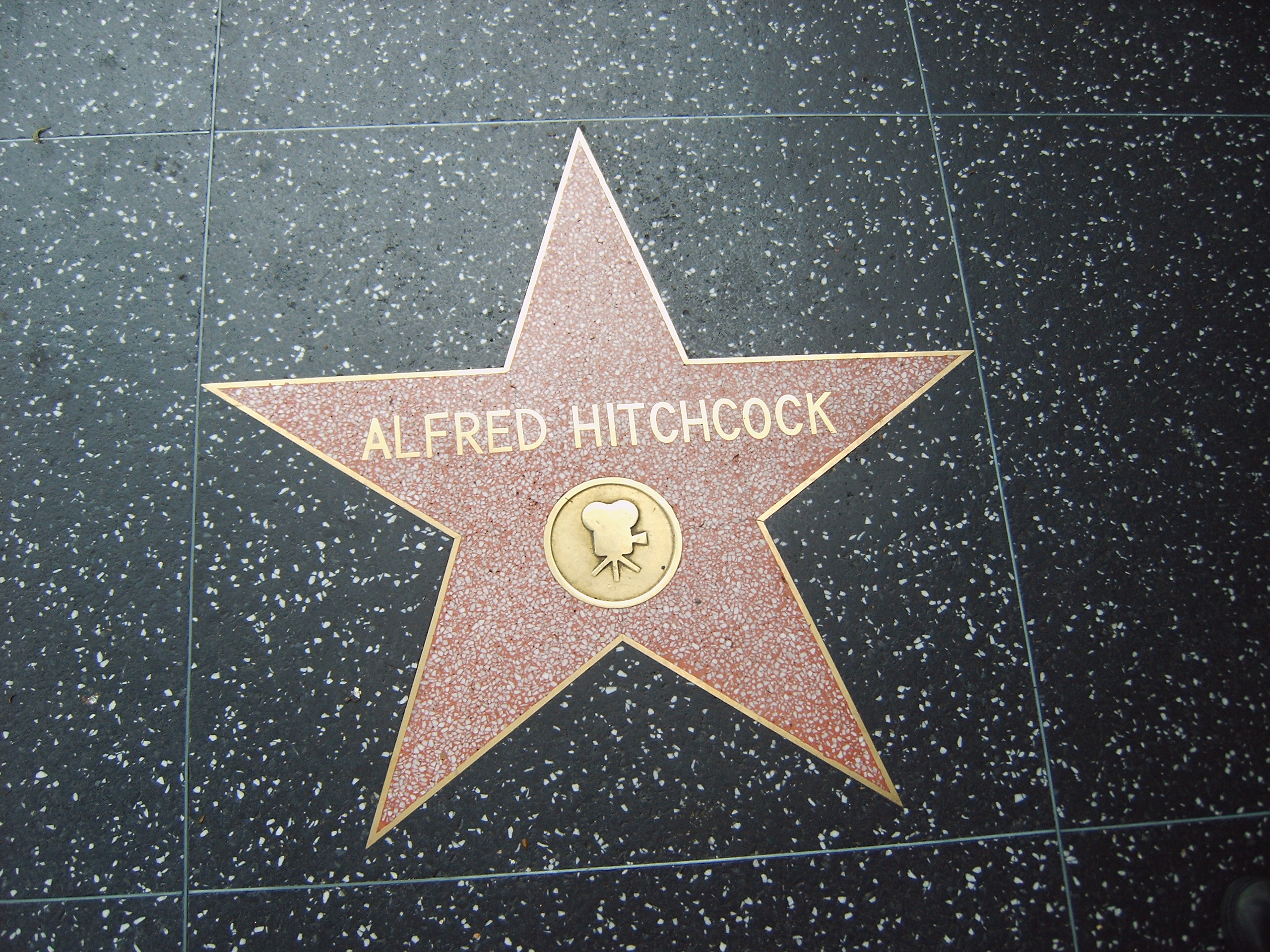
Alfred Hitchcocks Stern auf dem Hollywood Walk of Fame

Hitchcock wurde sechsmal für den Oscar nominiert: fünfmal für die Beste Regie, einmal für den Besten Film (als Produzent). Alle sechs Mal ging er leer aus, was ihn zu dem Kommentar veranlasste: „Immer nur Brautjungfer, nie die Braut“. Bei der Oscarverleihung 1968 gewann er den Irving G. Thalberg Memorial Award, einen Sonderpreis für besonders kreative Filmschaffende. Zudem wurde Rebecca 1941 mit dem Oscar für den besten Film ausgezeichnet.
Alfred Hitchcock zählt, gemeinsam mit Stanley Kubrick, Federico Fellini und Ingmar Bergman, zu den aus Sicht von Filmkritikern wohl bedeutendsten Regisseuren. Diese vier sind die einzigen Filmregisseure, die mindestens vier Mal auf der Liste der 100 Filme mit den besten Kritikerbewertungen auf der Website „They Shoot Pictures“ vertreten sind, für die über 9000 Filmkritiken und Kritikerumfragen der letzten Jahrzehnte ausgewertet wurden. Zu den vier Hitchcock-Filmen, die vertreten sind, zählen Vertigo – Aus dem Reich der Toten (Platz 2), Psycho (Platz 23), Das Fenster zum Hof (Platz 41) und Der unsichtbare Dritte (Platz 59).
- 1939: NYFCC Award als Bester Regisseur für Eine Dame verschwindet
- 1941: Oscar-Nominierung für Rebecca (Beste Regie)
- 1942: Oscar-Nominierung für Verdacht (Bester Film)
- 1944: Oscar-Nominierung für Das Rettungsboot (Beste Regie)
- 1945: Oscar-Nominierung für Ich kämpfe um dich (Beste Regie)
- 1948: Kinema Junpo Award für Verdacht als Bester Fremdsprachiger Film
- 1950: Preis beim Filmfestival von Locarno für Die rote Lola
- 1954: Oscar-Nominierung für Das Fenster zum Hof (Beste Regie)
- 1958: Golden Globe für „The best TV-Show: Alfred Hitchcock Presents“
- 1958: Zweiter Platz beim Laurel Award als Bester Regisseur
- 1958: Silberne Muschel beim Filmfestival von San Sebastián für Vertigo – Aus dem Reich der Toten
- 1959: Golden Laurel als Bester Regisseur / Produzent
- 1959: Silberne Muschel beim Filmfestival von San Sebastián für Der unsichtbare Dritte
- 1960: Oscar-Nominierung für Psycho (Beste Regie)
- 1960: Golden Laurel als Bester Regisseur / Produzent
- 1961: Golden Laurel als Bester Regisseur / Produzent
- 1962: Golden Laurel als Bester Regisseur / Produzent
- 1963: Zweiter Platz beim Laurel Award als Bester Regisseur / Produzent
- 1964: Golden Laurel als Bester Regisseur / Produzent
- 1965: Zweiter Platz beim Laurel Award als Bester Regisseur / Produzent
- 1965: Milestone Award der Producers Guild of America
- 1966: Ehrung durch die Association of Cinematography, Television and Allied Technicians (ACTT)
- 1966: Golden Laurel als Bester Regisseur / Produzent
- 1967: Zweiter Platz beim Laurel Award als Bester Regisseur / Produzent
- 1968: Irving G. Thalberg Memorial Award als Spezialoscar für besonders kreative Filmproduzenten
- 1968: Ehrendoktorwürde der University of California
- 1968: D. W. Griffith Award der Directors Guild of America
- 1969: Officier des Arts et des Lettres
- 1970: National Board of Review Award als Bester Regisseur für Topas
- 1971: Ehrenmitgliedschaft der britischen Society of Film and Television
- 1971: Golden Laurel als Bester Regisseur / Produzent
- 1971: Ernennung zum Ritter der Ehrenlegion bei der Cinémathèque française
- 1971: BAFTA Award für sein Lebenswerk (Academy Fellowship)
- 1972: Golden Globe für sein Lebenswerk: Cecil B. deMille Award
- 1972: Ehrendoktorwürde der Universität von Columbia
- 1973: Grand Master Award der Mystery Writers of America
- 1974: Würdigung durch die „Film Society of Lincoln Center“ in New York
- 1979: AFI Life Achievement Award des American Film Institute
- 1980: Knight Commander of the British Empire
- 1984: Jussi (Finnland) als Bester ausländischer Filmemacher
- 1994: Life Career Award (postum) der Academy of Science Fiction, Fantasy & Horror Films, USA

Er wurde mit zwei Sternen auf dem Hollywood Walk of Fame geehrt. Den einen in der Kategorie Film findet man bei der Adresse 6506 Hollywood Blvd, den anderen in der Kategorie Fernsehen am 7013 Hollywood Blvd.

## Biografische Spielfilme über Hitchcock
- The Girl (TV Spielfilm, 2012)

Regie: Julian Jarrold; Besetzung: Toby Jones (Alfred Hitchcock), Sienna Miller (Tippi Hedren), Imelda Staunton (Alma Reville Hitchcock), Conrad Kemp (Evan Hunter), Penelope Wilton (Peggy Robertson)
- Hitchcock (Spielfilm, 2012)

Regie: Sacha Gervasi; Besetzung: Anthony Hopkins (Alfred Hitchcock), Helen Mirren (Alma Reville Hitchcock), Scarlett Johansson (Janet Leigh), Danny Huston (Whitfield Cook), Toni Collette (Peggy Robertson), Michael Stuhlbarg (Lew Wasserman), Michael Wincott (Ed Gein), Jessica Biel (Vera Miles), James D’Arcy (Anthony Perkins)

## Dokumentarfilme
- Bei Anruf Hitchcock – Das Genie hinter dem Showman (Dial „H“ for Hitchcock – The Genius Behind the Showman; aka Hitchcock: Shadow of a Genius). TV-Dokumentation, USA 1999, von Ted Haimes; 101 Minuten.
- Hitchcock – Truffaut. Dokumentarfilm, USA, Frankreich, 2014, 79 Min., Buch: Kent Jones und Serge Toubiana, Regie: Kent Jones, Produktion: arte France, Artline Films, Cohen Media Group, Erstsendung: 16. November 2015 bei arte, Dossier mit Filmausschnitten vom Festival de Cannes 2015, Inhaltsangabe von arte, (Memento vom 24. November 2015 im Internet Archive).
- Mr. und Mrs. Hitchcock. Regie: Laurent Herbiet, 55 Minuten, Frankreich 2018.[136][137]

### Biografien
- Laurent Bouzereau: Alfred Hitchcock. Knesebeck, München 2010, ISBN 978-3-86873-250-4 (mit einem Vorwort von Patricia Hitchcock O’Connell und bisher unveröffentlichtem Bildmaterial und herausnehmbaren Faksimiles von Storyboards und handschriftlichen Notizen).
- Charlotte Chandler: It’s Only a Movie: Alfred Hitchcock – A Personal Biography. Simon & Schuster, New York 2005, ISBN 0-7432-3970-9.
- Thomas Koebner: Alfred Hitchcock. In: Ders. (Hrsg.): Filmregisseure. Biographien, Werkbeschreibung, Filmographien. 3., aktualisierte und erweiterte Auflage. Reclam, Stuttgart 2008 [1. Aufl. 1999], ISBN 978-3-15-010662-4, S. 324–331.
- Patrick McGilligan: Alfred Hitchcock. A Life in Darkness and Light. Wiley, Chichester 2003, ISBN 0-470-86972-0.
- Enno Patalas: Hitchcock. dtv, München 1999, ISBN 3-423-31020-0.
- Donald Spoto: Alfred Hitchcock – Die dunkle Seite des Genies. Ins Deutsche übersetzt von Bodo Fründt. Heyne, München 1984, ISBN 3-453-55146-X.
- John Russel Taylor: Die Hitchcock-Biographie. Fischer Cinema, Frankfurt am Main 1982, ISBN 3-596-23680-0.
- Edward White: The Twelve Lives of Alfred Hitchcock: An Anatomy of the Master of Suspense. W. W. Norton, New York 2021, ISBN 978-1-324-00239-0.
- Thilo Wydra: Alfred Hitchcock. Leben – Werk – Wirkung. Suhrkamp, Berlin 2010, ISBN 978-3-518-18243-7.
- Thilo Wydra: Alma & Alfred Hitchcock. Eine Liebe fürs Leben. Heyne, München 2024, ISBN 978-3-453-21826-0.

### Werkschauen
Sortiert in der chronologischen Reihenfolge der jeweiligen Originalausgabe.
- Éric Rohmer, Claude Chabrol: Hitchcock. Ed. Universitaires, Paris 1957.
- H.P. Manz: Alfred Hitchcock – eine Bildchronik. Mit Texten von Hitchcock, Godard, Truffaut u. a. Sanssouci, Zürich 1962.
- François Truffaut: Mr. Hitchcock, wie haben Sie das gemacht?. Heyne, München 1973, ISBN 3-453-86141-8 (Abfolge von Interviews (circa 50 Stunden) des französischen Regisseurs mit Hitchcock), Originalausgabe: Le cinéma selon Hitchcock. (1966, dt. etwa: „Der Film gemäß Hitchcock“)
- Robert A. Harris, Michael S. Lasky, Hrsg. Joe Hembus: Alfred Hitchcock und seine Filme. (OT: The Films of Alfred Hitchcock). Citadel-Filmbücher bei Goldmann, München 1976, ISBN 3-442-10201-4.
- François Truffaut, Robert Fischer (Hrsg.): Truffaut, Hitchcock. Diana, Zürich 1999, ISBN 3-8284-5021-0 (frz. Original: 1984; erweiterte und gebundene Ausgabe von Mr. Hitchcock, wie haben Sie das gemacht? (1966)).
- Bodo Fründt: Alfred Hitchcock und seine Filme. Heyne Filmbibliothek Band Nr. 91, München 1986, ISBN 3-453-86091-8.
- Robert E. Kapsis: Hitchcock: The Making of a Reputation. University of Chicago Press, Chicago 1992, ISBN 0-226-42489-8 (wissenschaftliche englischsprachige Arbeit, die informationsreich den aufgebauten Ruf Hitchcocks beleuchtet und so auch auf Nachahmungen seiner Filme eingeht, speziell: Brian De Palma).
- Frank Schnelle (Hrsg.): Alfred Hitchcock’s Psycho. Verlag Robert Fischer + Uwe Wiedleroither, Stuttgart 1993, ISBN 3-924098-06-9.
- Eva Rieger: Alfred Hitchcock und die Musik. Eine Untersuchung zum Verhältnis von Film, Musik und Geschlecht. Kleine, Bielefeld 1996, ISBN 3-89370-236-9.
- Donald Spoto: Alfred Hitchcock und seine Filme. Wilhelm Heyne, München 1999, ISBN 3-453-15746-X.
- Lars-Olav Beier, Georg Seeßlen (Hrsg.): Alfred Hitchcock. Bertz + Fischer, Berlin 1999, ISBN 3-929470-76-4.
- Hans-Peter Reichmann, Maren Wurster: Hitchcock in Frankfurt (Kinematograph 15). Deutsches Filmmuseum, Frankfurt am Main 2000. ISBN 3-88799-061-7.
- Bill Krohn: Hitchcock at Work. Phaidon, Wien 2000, ISBN 0-7148-4333-4 (detaillierte Studie über Hitchcocks Arbeitsweise in seiner amerikanischen Zeit).
- Slavoj Žižek et al.: Was sie immer schon über Lacan wissen wollten und Hitchcock nie zu fragen wagten, Suhrkamp, Frankfurt am Main 2002
- Paul Duncan: Alfred Hitchcock, The Complete Films. Deutsch im Taschen-Verlag, Köln 2003, ISBN 3-8228-1671-X
- Nikolai Wojtko (Hrsg.): Alfred Hitchcock – der Filmverführer. Kovac, Hamburg 2005, ISBN 978-3-8300-2148-3.
- Gregor J. Weber: Jeder tötet, was er liebt. Liebes- und Todesszenen in den Filmen Alfred Hitchcocks. Schüren, Marburg 2007, ISBN 978-3-89472-487-0.
- Adrian Weibel: Spannung bei Hitchcock. Zur Funktionsweise des auktorialen Suspense. Königshausen & Neumann, Würzburg 2008, ISBN 978-3-8260-3681-1.
- Ingo Kammerer: Hitchcock – Angstgelächter in der Zelle. Mühlbeyer Filmbuchverlag, Frankenthal 2010, ISBN 978-3-945378-57-1.
- Henry Keazor (Hrsg.): Hitchcock und die Künste. Schüren, Marburg 2013, ISBN 978-3-89472-828-1.
- Éric Rohmer und Claude Chabrol: Hitchcock. Hrsg. und aus dem Französischen von Robert Fischer. Alexander, Berlin 2013, ISBN 978-3-89581-280-4.
- Stephen Rebello: Hitchcock und die Geschichte von „Psycho“. Wilhelm Heyne, München 2013, ISBN 978-3-453-43726-5 (Grundlage für das Drehbuch von Hitchcock).
- Tania Modleski: The Women Who Knew Too Much. Hitchcock and Feminist Theory, Routledge, London und New York 3. Auflage 2015
- Paul Duncan (Hrsg.): Alfred Hitchcock. Sämtliche Filme. Taschen, Köln 2019, ISBN 978-3-8365-6681-0. (Mit zahlreichen Filmfotos, Kinoplakaten und Bildern von Dreharbeiten).
- Thilo Wydra: Hitchcock's Blondes. Erfindung eines Frauentyps. Schirmer/Mosel, München 2018, ISBN 978-3-8296-0835-0.
- Bernard Benoliel, Gilles Esposito, Murielle Joudet, Jean-François Rauger: Hitchcock. Alle Filme Delius Klasing, 2020, ISBN 978-3-667-11870-7.
- Jens Wawrczeck: How to Hitchcock: Meine Reise durch das Hitchcock-Universum. dtv-Verlag, München 2023, ISBN 978-3-423-35217-8.